# Cuba
Pour les articles homonymes, voir Cuba (homonymie) et République de Cuba (1902-1959).
République de Cuba
(es) República de Cuba 
Cuba, en forme longue la république de Cuba (en espagnol : República de Cuba), est un État insulaire des Caraïbes formé de l'île de Cuba (la plus grande île des Antilles), de l'île de la Jeunesse (appelée île aux Pins jusqu'en 1978) et de 4 095 cayes et îlots,,. Il est situé dans l'ouest des Grandes Antilles, à la confluence de la mer des Caraïbes, du golfe du Mexique et de l'océan Atlantique ; au nord-est des îles Caïmans ; au nord-ouest de la Jamaïque ; à l'est du Mexique (Yucatán) ; au sud-est de la péninsule de Floride ; au sud-ouest des Bahamas ; à l'ouest d'Haïti et des îles Turques-et-Caïques.
Première île des Caraïbes en termes de superficie, devançant Hispaniola (qui abrite deux pays : Haïti et la République dominicaine), l'île de Cuba est toutefois derrière en nombre d'habitants avec près de 11 253 000 habitants. Sa capitale est La Havane, sa langue officielle l'espagnol et sa devise le peso cubain.
L'île a été d'abord peuplée par des Amérindiens, les Ciboneys et les Taïnos, avant de devenir une colonie espagnole de 1492 à 1898, puis un territoire des États-Unis jusqu'au 20 mai 1902. Depuis la révolution cubaine de 1959, le pays se définit comme une république socialiste, bien que Fidel Castro n'officialise le caractère socialiste du régime que le 17 août 1961, à la suite de l'épisode de la baie des Cochons, dont le Parti communiste de Cuba, créé en 1965, constitue la « force dirigeante supérieure » et, de fait, le parti unique. Le régime est souvent qualifié de dictature,. En avril 2023, Miguel Díaz-Canel est réélu président de la République par l'Assemblée nationale avec 97,66 % des voix.
Cuba est membre de l'Alliance bolivarienne pour les Amériques (ALBA) depuis la Déclaration conjointe signée par Hugo Chávez et Fidel Castro le 14 décembre 2004 à La Havane.

## Étymologie
Il n'y a pas de consensus entre les historiens quant à l'origine du nom Cuba. Pour certains, il viendrait des mots taïnos cubanacán signifiant « place centrale », ou cubao « terres fertiles ». Pour d'autres, le nom découlerait de la contraction des mots arawaks coa « lieu, terre » et bana « grande », coabana. D'autres encore affirment que le nom vient de Cuba, ville de la province de l'Alentejo au Portugal, seul autre endroit au monde à porter ce nom. Contrairement à ce qui est affirmé parfois, Christophe Colomb n'a pas appelé l'île Juana en l'honneur de la fille des Rois Catholiques espagnols mais, selon Bartolomé de las Casas, en l'honneur de leur fils, le prince Don Juan : « En 1492, Colomb a découvert Cuba lors de son premier voyage. L'Amiral de la Mer Océane, vice roi des terres qu'il vient de découvrir, nomme Juanna cette terre qu'il croit être une île rattachée au continent asiatique. Colomb l'a nommée ainsi en l'honneur de l'enfant don Juan, fils d'Isabelle et Ferdinand, les Rois Catholiques, afin de les remercier. » Le 4 octobre 1497, le prince don Juan meurt. On envisage, en Espagne, de renommer l'île.
Le premier document qui comporte le nom de Cuba est la carte de Juan de la Cosa, dessinée dans la première moitié de l'année 1500. L'île a aussi été appelée, ultérieurement, Fernandina, en l'honneur du roi Ferdinand, époux de la reine Isabelle de Castille. Après la mort du prince don Juan, Ferdinand d'Aragon a renommé l'île par un décret du 28 février 1515. Malgré le décret du roi Ferdinand l'île a conservé le nom de Cuba.

## Histoire

### Histoire pré-coloniale
Cuba était peuplée d'Amérindiens : les Ciboneys et les Taïnos. Les Ciboneys étaient des chasseurs et des pêcheurs qui ont laissé des peintures rupestres - plus de 200 dans les grottes de Punta del Este sur l'île de la Jeunesse. Les Tainos vivaient de la culture et de la chasse et possédaient une forme primitive d'organisation sociale. Ces sociétés disparurent en moins de 50 ans au contact des Européens.

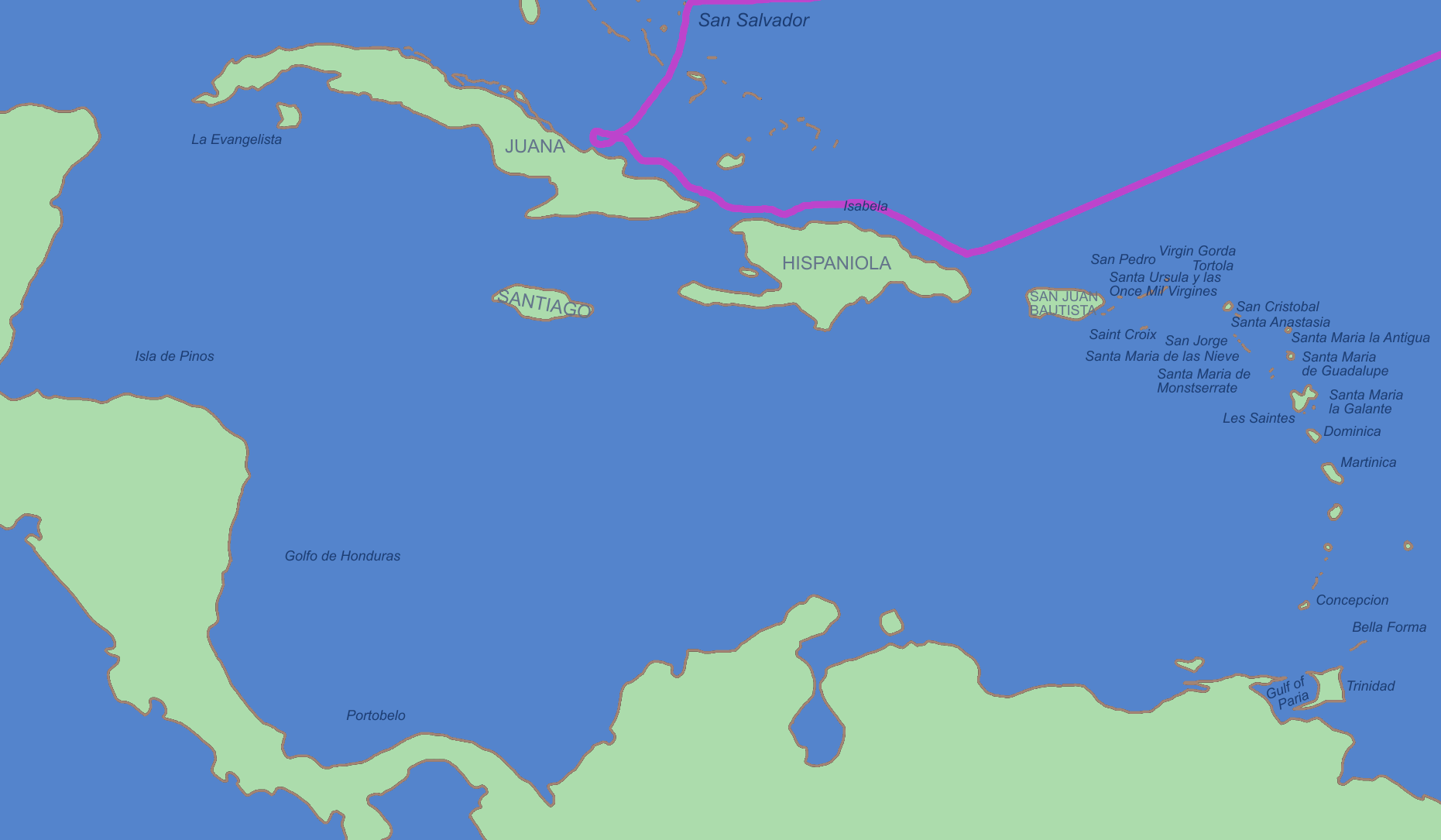
Premier voyage de Christophe Colomb.

### Histoire coloniale
La monarchie catholique espagnole conquiert l'île au cours du XVIe siècle après la découverte de l'île par Christophe Colomb le 28 octobre 1492 et l'intègre à son empire. La domination espagnole durera jusqu'à la signature du traité de Paris en 1898. Au cours de ces quatre siècles, de nouvelles villes verront le jour dont Santiago de Cuba (1514) et La Havane (1515). Malgré les efforts de Bartolomé de las Casas, la population indienne payera un lourd tribut : elle sera pratiquement décimée en quelques années. Jean de Witte deviendra le premier évêque de Cuba ; mais il reviendra à Bruges.

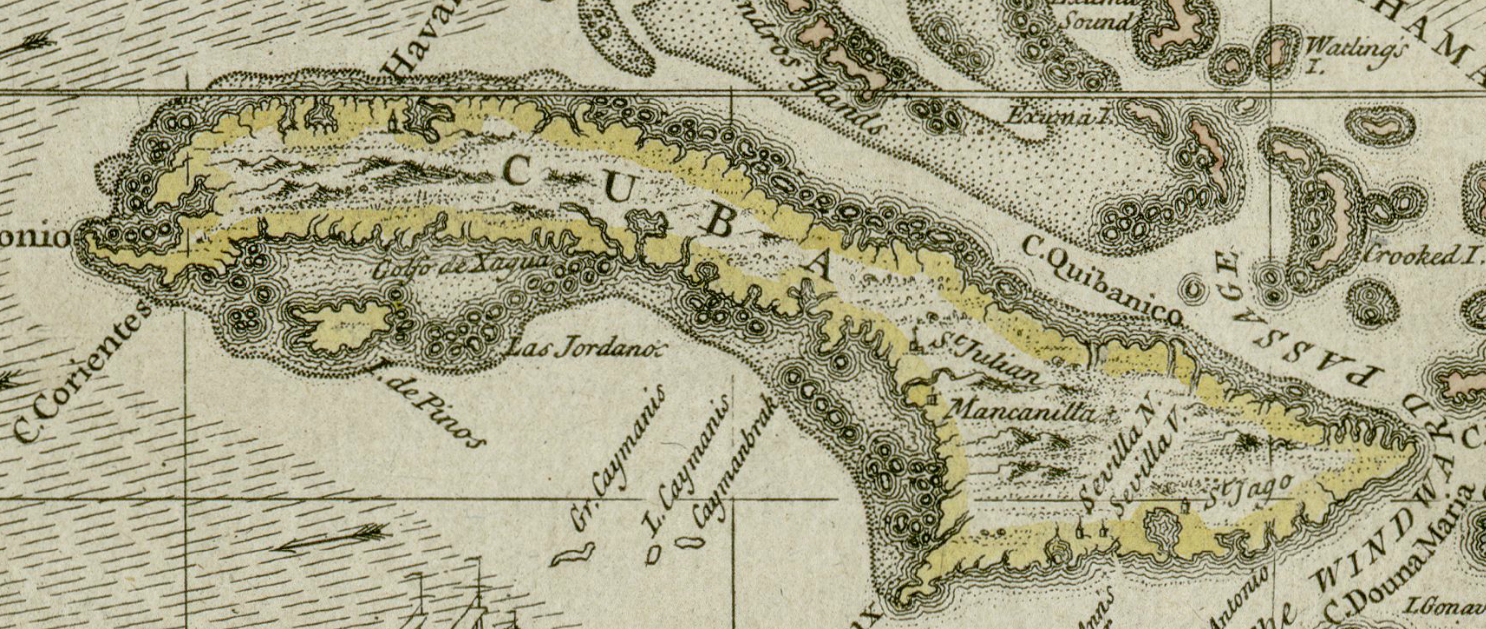
Carte britannique de 1680.

Déçus par la faible productivité des mines d'or, les conquistadors décident de faire de Cuba leur plaque tournante vers le continent et l'utilisent comme escale pour les navires chargés des richesses du Nouveau Monde à destination de l'Espagne. L'île se tourna donc vers de nouvelles activités : tabac (plus ou moins 300 millions de cigares par an ainsi qu'une douzaine de milliards de cigarettes brunes ou blondes), café et canne à sucre (héritée de quatre siècles de colonisation espagnole et qui procure à Cuba le plus gros de ses ressources). Cette dernière activité nécessitant une main d'œuvre importante, il sera fait appel aux esclaves africains. Il semble que l'on ait cultivé dès 1523 la canne à Cuba où elle a trouvé les meilleures conditions de croissance : climat chaud, sols humides et, juste avant la coupe, une période sèche propice à la concentration du saccharose. En 1620, Cuba produisait 550 tonnes de canne à sucre.

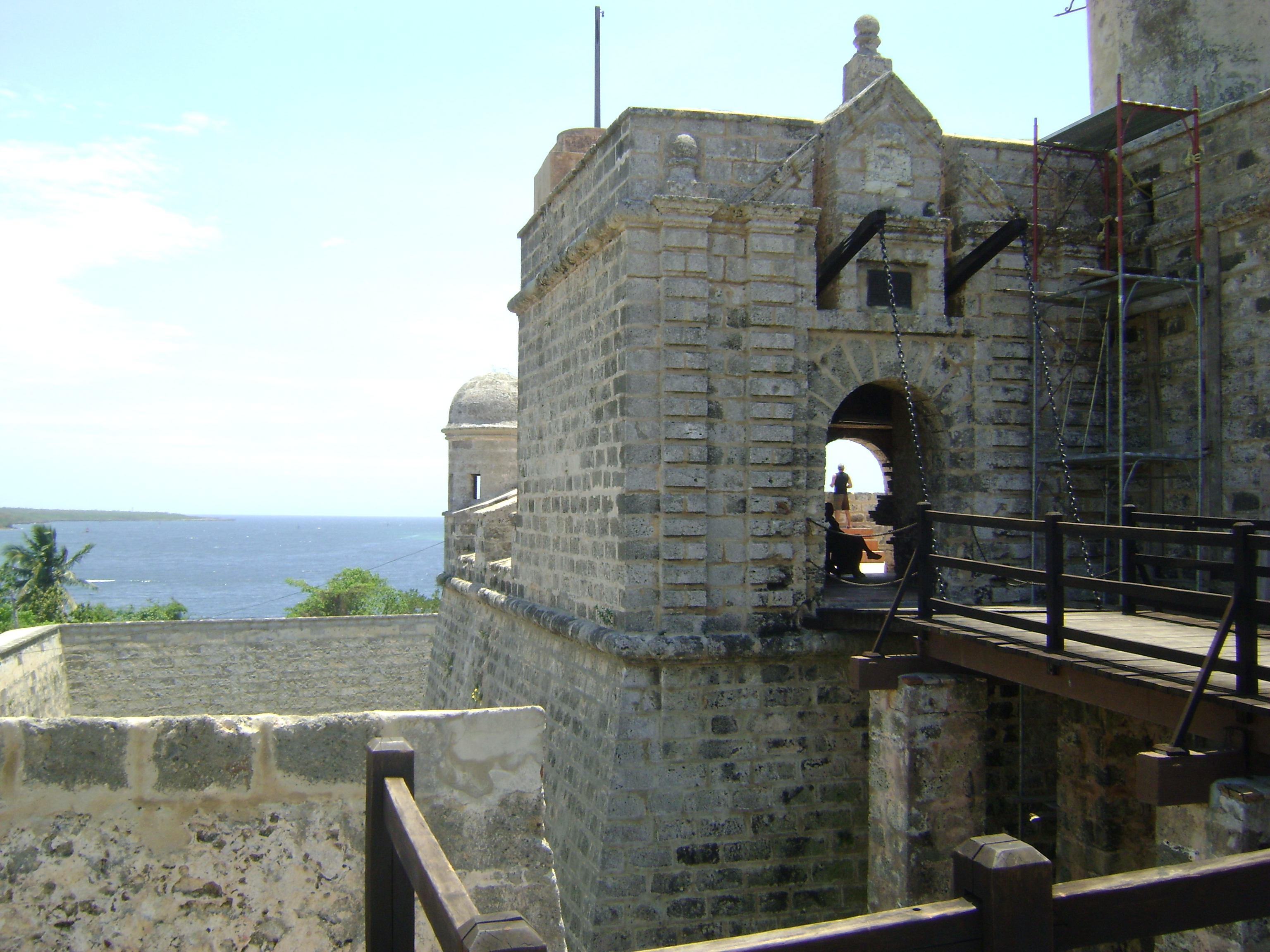
Château de Jagua. C'est la troisième forteresse militaire de Cuba édifiée par le roi Philippe d'Espagne pour combattre pirates des caraïbes et boucaniers. Elle se situe dans le canal d'entrée de la baie de Cienfuegos. Sa construction se termine en 1745 et est inaugurée sous le nom de « Château de Notre Dame des Anges de Jagua ».

En 1763, il n'y avait pas plus de trente-six mille esclaves dans toute l'île. La culture sucrière, sans être négligeable, était très loin du niveau des colonies françaises, comme Saint-Domingue, ou anglaises, comme la Jamaïque. Après la longue guerre qui dure de 1791 à 1803 contre les esclaves noirs beaucoup de propriétaires blancs de Saint-Domingue fuient à Cuba où ils apportent capitaux et savoir-faire. De 1792 à 1860, on introduit à Cuba plus de sept cent vingt mille esclaves, plus qu'au cours des deux siècles précédents. Ensuite, les planteurs francophones viennent grossir le flot des réfugiés français de Saint-Domingue en Amérique.
Même si, au XVIIe siècle, la population avait augmenté avec l'arrivée des colons espagnols et des esclaves africains, Cuba était encore, au début du XVIIIe siècle, une petite colonie. Pendant l'été 1762, la capitale fut conquise par les Anglais conduits par Georges Keppel et lord Albemarle. Ils allaient régner sur l'île pendant neuf mois. Aussi brève fût-elle, l'occupation anglaise modifia l'organisation économique et sociale de Cuba. Les restrictions commerciales imposées par l'Espagne furent abolies, marquant le début des échanges avec les colonies anglaises d'Amérique du Nord. Le trafic des esclaves s'intensifia pour fournir la main d'œuvre nécessaire dans les plantations. À l'issue du traité de Paris, signé en 1763, Cuba fut rendue à l'Espagne en échange de la Floride attribuée aux Britanniques.

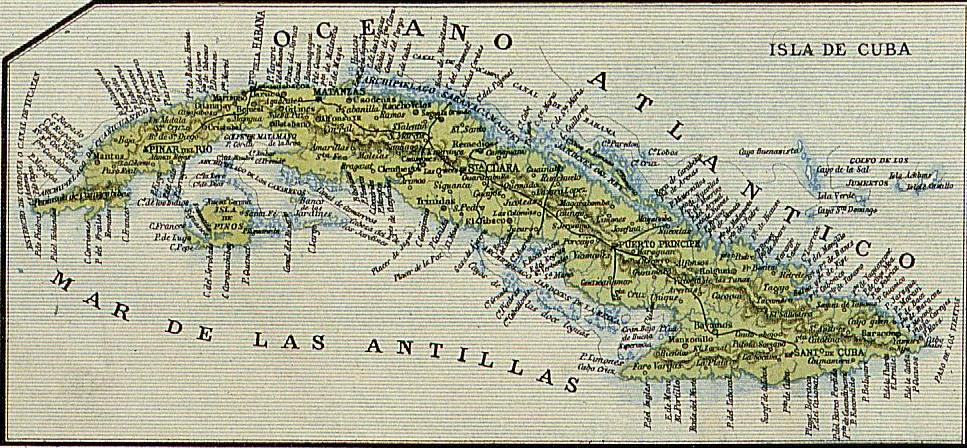
Carte de l'île de Cuba. 1888, J. Dosserray.

Dans les régions plantées de palmiers royaux, trop accidentées pour les machines modernes, des brigades de travailleurs de provinces et de villes différentes et de toutes professions viennent encore couper la canne à la machette. Volontaires, nourris six fois par jour[réf. nécessaire], pouvant gagner cinq fois plus qu'un ouvrier ordinaire, ils ont droit à tous les égards. Au XVIIIe siècle, le châtiment le plus redouté par l'esclave urbain était d'être vendu aux planteurs de l'intérieur ; prisonniers du domaine, les Noirs ne recevaient ni argent ni éducation.
Plus de 360 000 esclaves débarquèrent entre 1820 et 1860 au port de La Havane, qui comptait au début du siècle 40 000 Blancs et 30 000 esclaves. L'esclavage, fondement de l'économie coloniale et source des richesses de l'aristocratie créole, fut définitivement aboli en 1886, par une loi de 1880, et entièrement supprimé dans les faits en 1888.

### Indépendance

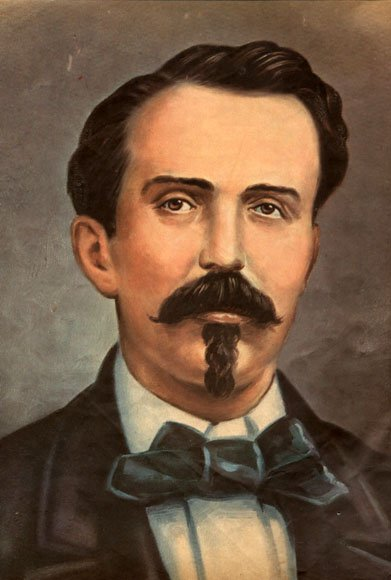
Carlos Manuel de Céspedes, le Père de l'Indépendance cubaine.

Les luttes pour l'indépendance contre l'Empire colonial espagnol remontent au milieu du XIXe siècle avec la guerre des Dix Ans qui débuta en 1868. La guerre d'indépendance cubaine proprement dite a lieu en 1896-1898 ; c'est pendant cette guerre que sont mis en place, pour la première fois dans l'Histoire, des camps de concentration. Le général espagnol Valeriano Weyler a organisé la déportation de 400 000 civils cubains, dans le but de les séparer des rebelles, qui trouvaient auprès des paysans abri et nourriture. 100 000 Cubains sont morts des suites de la politique espagnole de reconcentration. Les États-Unis intervinrent sous des prétextes humanitaires, dans la guerre d'indépendance cubaine, qui avait fait 200 000 morts depuis 1895 (soit 1/8 de la population), lors de la guerre hispano-américaine. Ils occupèrent ensuite l'île de 1901 à 1902, puis de 1905 à 1909.
Le 20 mai 1902, les forces armées des États-Unis évacuent pour l'essentiel le territoire cubain et la république de Cuba est officiellement créée. Pour la première fois de leur histoire, l'indépendance des Cubains est reconnue formellement, mais aux termes de l'amendement Platt, c'est-à-dire nominalement indépendante car sous protectorat. Les États-Unis poursuivirent une ingérence marquée jusqu'en 1934 (par révocation de l'« amendement Platt » et par politique de bon voisinage).
Le 20 mai 1925, Gerardo Machado accède à la présidence, avec le soutien du Parti libéral et des États-Unis. Il dirige le pays d'une main de fer jusqu'en 1933, supprimant la liberté de la presse et réprimant l'opposition. La police secrète est organisée de manière à exercer un étroit contrôle sur le pays et les hommes de main du régime, les porristas, font le coup de feu en pleine ville, assurés de l'impunité.
La police use de méthodes similaires à celles utilisées au Mexique (loi mexicaine du 25 janvier 1862) promulguée durant la présidence de Benito Juárez,, qui ordonne, dans son article 28, d'abattre un prisonnier qui prend la fuite, procédé permettant l'élimination de nombre d'opposants gênants. Certains prisonniers sont même jetés aux requins[réf. nécessaire].
Le tourisme en provenance des États-Unis se développe considérablement. Les mouvements étudiants, les syndicats et les mouvements d'inspiration socialiste résistent à la dictature, ce qui aboutit à sa chute en 1933[source insuffisante].
Durant cette période et en particulier sous les gouvernements de Fulgencio Batista (1940-1944 et 1952-1959), l'île est massivement investie par la Cosa nostra qui y installe casinos et pratique le blanchiment d'argent à grande échelle. Les mafias italo-américaines trouvent à Cuba « calme, impunité, profits » et pratiquent la corruption des élites locales à large échelle. Une convergence d'intérêts se crée entre Cosa nostra, les grandes sociétés américaines implantées dans l'île et le gouvernement des États-Unis, notamment de ses services de renseignement.

### Révolution et guerre froide
Fidel Castro, en opposition avec l'idéologie capitaliste du nouveau dictateur, organise un premier coup d'État le 26 juillet 1953 sur la caserne de Moncada, qui échoue. Ses participants et Fidel Castro lui-même sont jugés et emprisonnés. Deux ans plus tard, les protestations civiles demandant la libération de Fidel Castro poussent le gouvernement de Fulgencio Batista à l'expulser du pays. Il est ainsi libéré sous contrainte de s'exiler au Mexique. C'est là-bas qu'il prend la tête d'une armée rebelle en 1956, accompagné de son frère Raúl Castro et de Che Guevara, en voyage dans le pays. La troupe, faite de 82 hommes, prend le temps d'organiser une stratégie et de se former militairement pour renverser la dictature. Au même moment, le bateau El Grandma est rénové, et leur sert à la traversée du Mexique à Cuba. De retour à Cuba avec son armée, il renverse la dictature de Fulgencio Batista le 1er janvier 1959. Les États-Unis sont, en 1959, l'une des premières nations à reconnaître diplomatiquement le nouveau gouvernement, mais les rapports entre les deux pays se gâtent dès le mois de mai de la même année, lors de la nationalisation des avoirs étrangers (dont ceux de United Fruit Company).

Carte indiquant la baie des Cochons

Par la suite, du 17 au 19 avril 1961 eut lieu la tentative de débarquement à la baie des Cochons de 1 400 réfugiés, recrutés, payés et entraînés par la CIA américaine, qui se solda par un échec. Les États-Unis mirent alors en place un embargo économique en 1962, mais renoncèrent à toute invasion de Cuba, pourtant un temps envisagée selon les plans de l'opération Northwoods mais dont la mise en œuvre fut finalement refusée par le président John Kennedy, aux termes d'un accord signé pour conclure l'affaire des missiles de Cuba.
L'embargo des États-Unis contre Cuba est un embargo économique, commercial et financier, mis en place par les États-Unis à l'égard de Cuba à partir du 7 février 1962, à la suite d'expropriation et nationalisations des compagnies cubaines et américaines. Cet embargo commercial est le plus long de l'histoire moderne.
Le pays fut longtemps soutenu par l'URSS qui lui accordait une aide (4 à 6 milliards de dollars américains par an jusqu'en 1990) en échange de son alignement sur sa politique : envoi de forces cubaines dans plusieurs pays d'Afrique pour protéger des gouvernements communistes ou déstabiliser ceux du « camp adverse », soutien aux mouvements révolutionnaires d'Amérique latine. Mais cette question fait l'objet de controverses. Cuba avait sa propre logique tiers-mondiste et une population noire était particulièrement tentée d'envoyer de sa propre initiative des soldats en Angola en novembre 1975 soutenir le MPLA quand les troupes sud-africaines envahirent l'ancienne colonie portugaise. L'URSS intervint après pour aider les Cubains à redresser une situation militaire très difficile. En Amérique latine, Moscou avait conclu avec Washington en mai 1972 un « code de bonne conduite » qui lui interdisait d'aider militairement les mouvements révolutionnaires. À l'automne 1981, accusé par Ronald Reagan de fournir des armes à la guérilla salvadorienne, Fidel Castro démentit et invoqua la clause d'un accord avec l'URSS qui lui interdisait d'exporter les armes vers les guérillas latino-américaines. Cuba fait face à une grave crise économique depuis la disparition de l'URSS et le maintien de l'embargo des États-Unis.
Cinq agents de Cuba sont détenus aux États-Unis. Arrêtés en septembre 1998, ils ont été condamnés en décembre 2001 à Miami, pour, notamment, conspiration en vue de commettre des actes d'espionnages et des délits. La justice américaine leur reproche de s'être fait employer à la Key West Naval Air Station pour espionner pour le compte du gouvernement cubain, ainsi que pour avoir fourni des informations ayant permis à l'armée cubaine d'abattre deux avions américains d'organisations cubo-américaines, hors du territoire cubain, faisant quatre victimes américaines. En appel, certaines des condamnations ont été maintenues et d'autres revues à la baisse. En 2009, les peines de prison infligées ont été revues à la baisse. Selon le gouvernement cubain, ces agents n'étaient pas des espions mais devaient infiltrer des organisations terroristes anti-cubaines basées à Miami, organisant des attentats ultérieurement. Selon les défenseurs de ces agents, des violations de la loi dans leur traitement et leur procès auraient eu lieu. Au niveau international, de nombreuses organisations comme Amnesty International ont appelé à un nouveau procès, jugeant le fonctionnement de la justice inéquitable mais la cour suprême américaine a refusé de revoir le cas.
Selon Cuba, de nouvelles sanctions ont été introduites à son encontre par le gouvernement américain sous la présidence de George W. Bush. La commission d'assistance à un Cuba libre, créée en 2003 par le président Bush, a proposé de dégager tous les deux ans une somme de 80 millions de dollars destinée à financer activement « l'opposition démocratique cubaine » avec pour but « d'aider la société civile cubaine à réaliser la transition démocratique » et la mise en place d'un « gouvernement de transition » reconnu par les États-Unis. En 2008, l'agence gouvernementale USAID s'est engagée à rendre effectives les propositions de la commission afin de lutter contre « la tyrannie à Cuba ».
Le gouvernement cubain reproche également aux États-Unis d'héberger plusieurs terroristes ayant commis des attentats à Cuba, parmi lesquels Luis Posada Carriles (dont il réclame l'extradition au Venezuela) et Orlando Bosch Ávila. Luis Posada Carriles a déclaré dans le New York Times du 12 juillet 1998 avoir été financé par la Cuban American National Foundation (CANF) (« Fondation nationale cubano-américaine »), organisation officielle basée à Miami.

### Réchauffement des relations avec les États-Unis
Fidel Castro dirige Cuba jusqu'au 31 juillet 2006 puis c'est son frère Raúl Castro qui, après avoir assuré l'intérim du pouvoir, est élu le 24 février 2008 président du Conseil d'État et du Conseil des ministres par l'Assemblée nationale.
En mars 2009, le Congrès des États-Unis autorise les citoyens américains d'origine cubaine à se rendre à Cuba une fois par an ; puis, le 13 avril 2009, le président annonce la fin des restrictions sur les voyages et les transferts d'argent des Cubano-Américains vers l'île. Il est toujours interdit d'envoyer de l'argent à des membres de la fonction publique ou de l'armée cubaine, et l'embargo est, pour sa plus grande partie, maintenu.

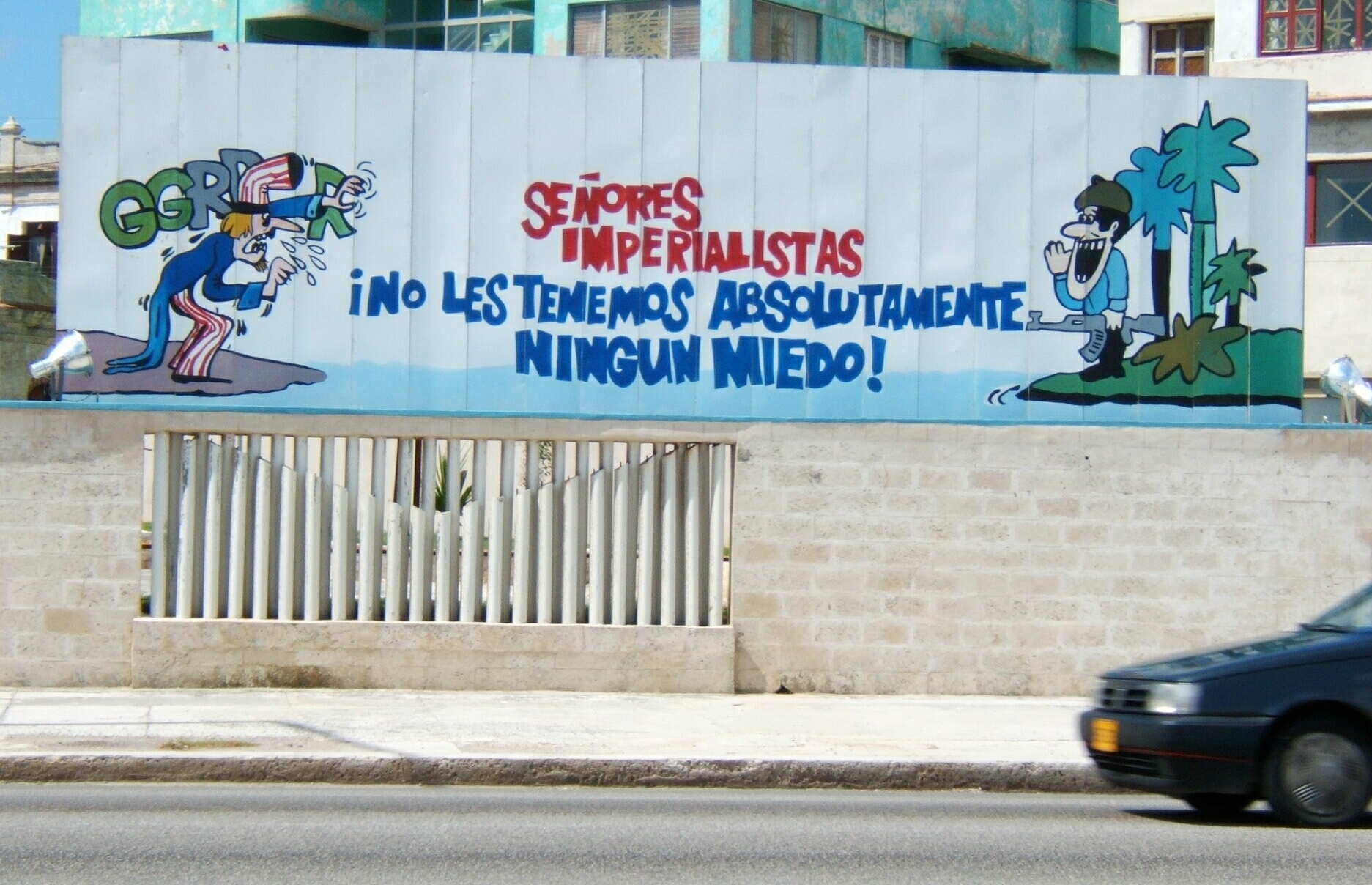
Panneau anti-impérialiste installé devant les locaux de la Section des intérêts des États-Unis à La Havane.

Le 17 décembre 2014, les deux pays annoncent conjointement la reprise de leurs relations diplomatiques, impliquant un assouplissement de l'embargo américain sur Cuba. À cette occasion, les trois agents cubains toujours emprisonnés aux États-Unis sont libérés.
Le 20 juillet 2015, les bâtiments qui abritaient jusqu'à présent les sections d’intérêts dans chaque capitale ont retrouvé leur statut d’ambassade. Les employés ont été accrédités auprès de ces dernières et les chefs de mission sont devenus chargés d'affaires, en attendant la nomination d'ambassadeurs.
Le 20 mars 2016, le président américain Barack Obama fait une visite officielle à Cuba. C'est la première fois depuis 1928 qu'un président américain en exercice se rend sur le sol cubain.
Les relations entre les deux pays se détériorent après l'arrivée au pouvoir de Donald Trump. La nouvelle administration cite Cuba comme partie intégrante de la « troïka de la tyrannie » (au côté du Venezuela et du Nicaragua) en Amérique latine[réf. souhaitée]. Des sanctions économiques sont dirigées vers l'ile, notamment de fortes restrictions de l'activité touristique.

## Géographie physique

### Localisation, superficie et frontière
La république de Cuba est située entre la mer des Caraïbes au sud, le golfe du Mexique au nord-ouest, la Floride au nord et les Bahamas au nord-est, elles-mêmes baignées par l'Atlantique Nord. Géographiquement, elle se trouve à proximité du tropique du Cancer, à 87 km à l'ouest-nord-ouest de la pointe du Cheval Blanc, sur l'île d'Hispaniola ; à 145 km au nord de la Jamaïque ; à 208 km de Punta Cayo Raton, sur la péninsule du Yucatán (Mexique), et à 212 km au sud de East Cape, sur la péninsule de Floride.
C'est un archipel composé de l'île de Cuba, longue de 1 210 km (qui fait d'elle la plus grande île des Antilles), de l'île de la Jeunesse et de 4 095 cayes,,.
La république comprend l'île entière ainsi que l'île de la Jeunesse, mais l'entrée de la baie de Guantánamo est occupée depuis 1898 (officiellement loué depuis 1903) par les États-Unis qui y ont installé une importante base navale (que les États-Unis maintiennent malgré l'opposition du gouvernement cubain). De ce fait, Cuba et les États-Unis partagent une frontière terrestre longue de 29 km.

### Topographie et hydrographie

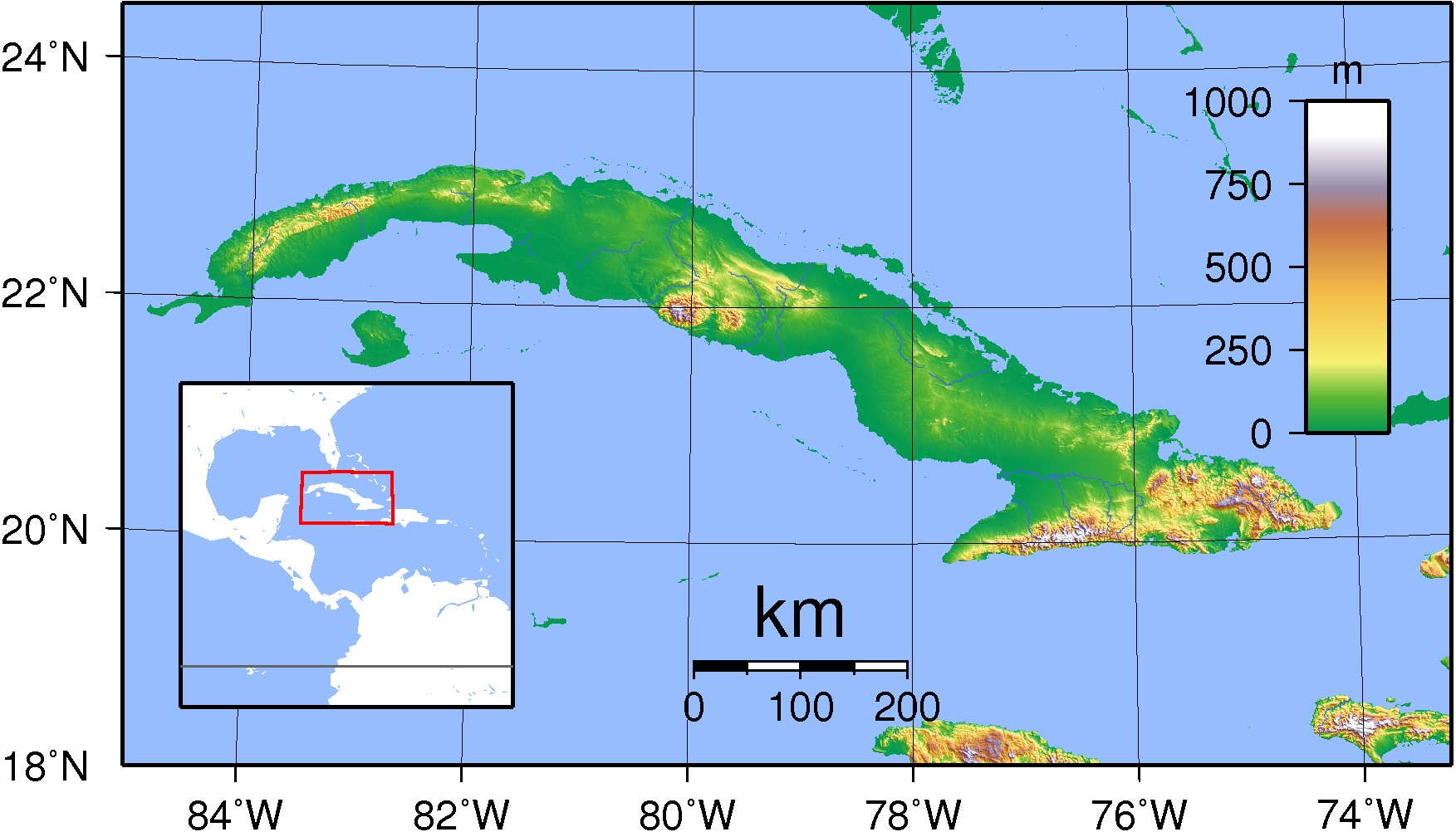
Carte topographique de Cuba.

Près de 80 % du relief de Cuba est constitué de plaines et de plateaux. Toutefois, trois chaînes de montagnes façonnent également le paysage de l'île :
- la cordillère de Guaniguanico, à l'ouest de La Havane, 699 m d'altitude ;
- l'Escambray, au centre, culminant au pic San Juan avec 1 140 m ;
- la Sierra Maestra, au sud-est qui culmine au pic Turquino avec 1 974 m.

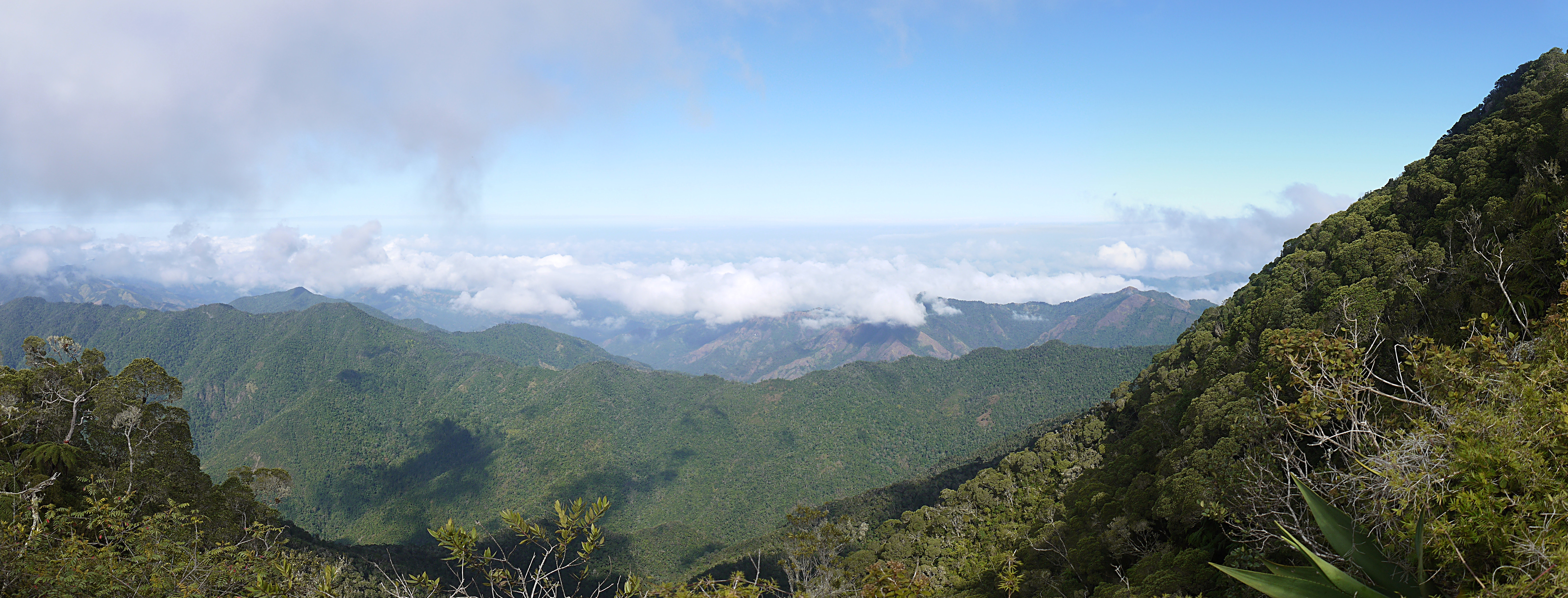
Vue depuis le cœur de la Sierra Maestra.

Cuba compte de nombreux cours d'eau dont les plus longs importants sont le río Cauto (343 km) et le río Toa (es) (130 km).

### Climat

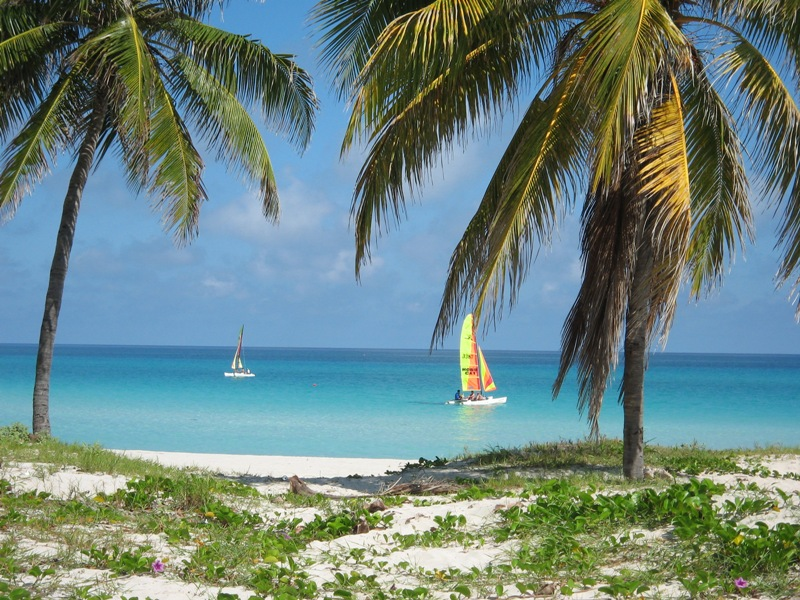
Varadero.

L'île est située au sud du tropique du Cancer, elle jouit essentiellement d'un climat tropical qui est presque partout rendu agréable par les alizés. La moyenne de température s'élève à 25,5 °C. L'air ambiant est très humide. La saison sèche va de novembre à avril et de mai à octobre c'est la saison humide. Le mois d'août est en outre le plus pluvieux, il pleut rarement plus de quarante-huit heures consécutives.

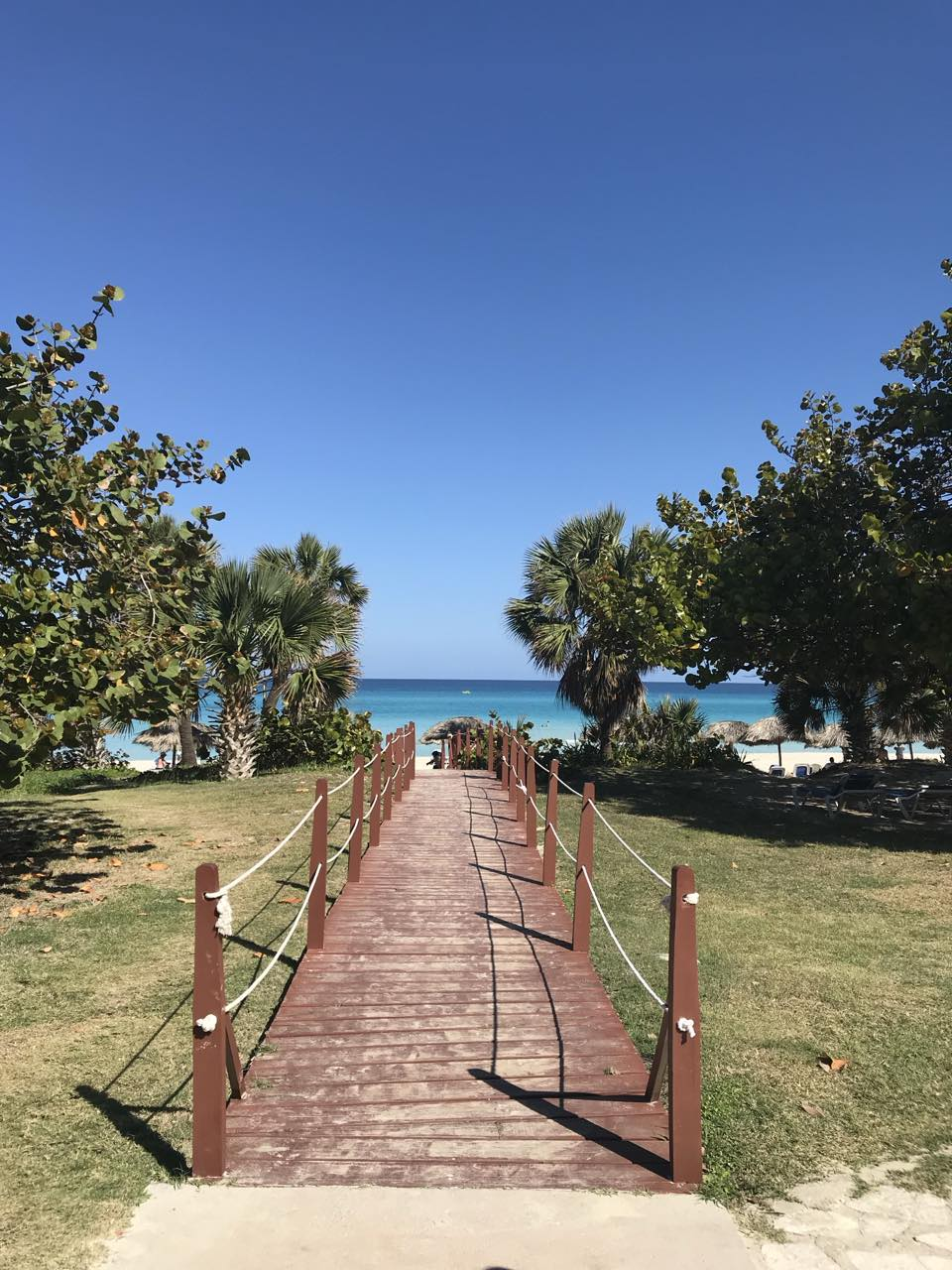
Passage pour aller à la plage.

Cuba est régulièrement frappée par des cyclones tropicaux pendant l'été et l'automne. Parmi ceux-ci, l'ouragan de Cuba de 1910 a été particulièrement marquant, affectant l'île durant 5 jours et l'ouragan de 1932 est encore le plus meurtrier à avoir touché le pays avec plus de 3 000 décès. Ce dernier atteignit la catégorie 5 maximale de l'échelle de Saffir-Simpson mais avait diminué à la catégorie 4 avant de frapper Cuba. La saison cyclonique 2008 a beaucoup pesé sur l'économie cubaine, surtout l'agriculture et l'élevage : les destructions causées par les cyclones tropicaux sont évaluées par Raúl Castro à 10 milliards de dollars (7,9 milliards d'euros). 500 000 foyers ont été affectés, 156 000 hectares de canne à sucre ont été détruits et 500 000 ont été inondés .

### Environnement

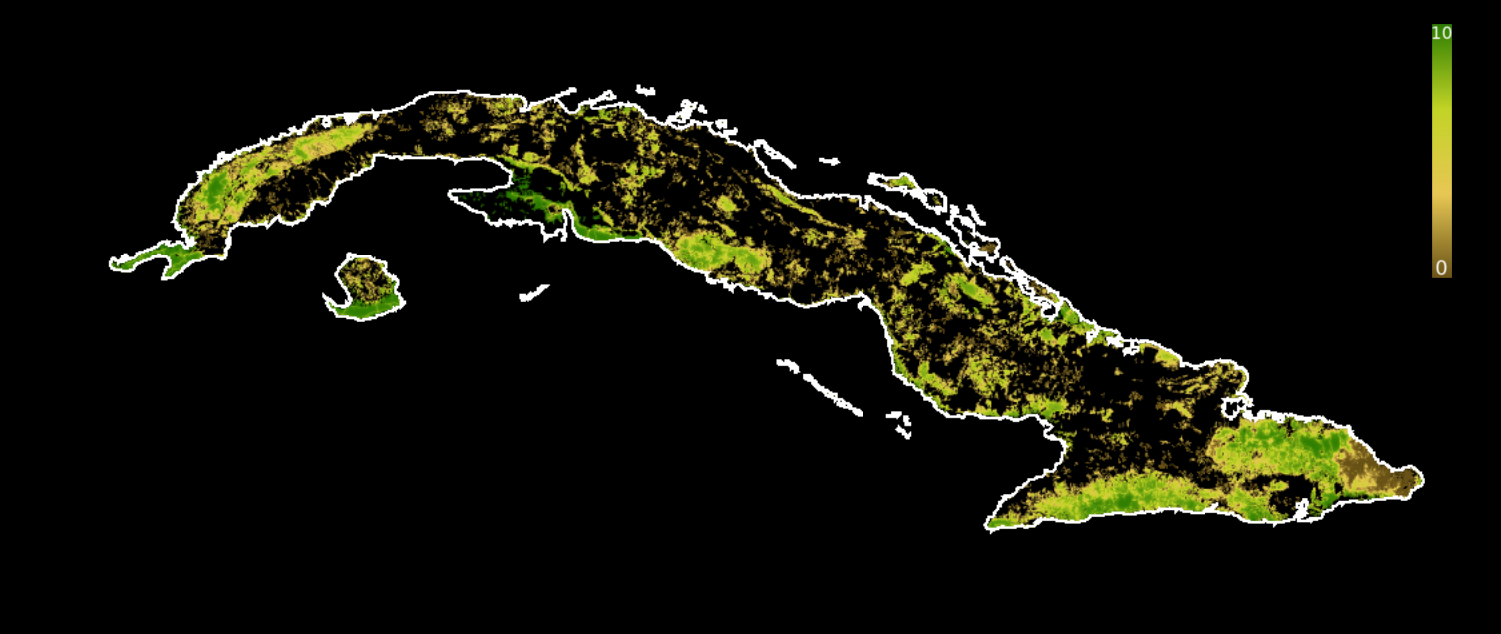
En 2019, Cuba avait un score moyen de l'indice d'intégrité du paysage forestier de 5,4, le classant sur 172 pays.

Cuba abrite une biodiversité particulièrement importante et un grand nombre d'espèces endémiques, allant du plus petit oiseau de la planète (le colibri d'Elena) au crocodile de Cuba qui peut mesurer jusqu'à cinq mètres de long en passant par l'iguane terrestre de Cuba, le hutia, 370 espèces d’oiseaux, 26 de chauve-souris, et les escargots Polymita. Le pays est l'un des rares où les populations d'abeilles n'ont pas décliné, grâce à la promotion d'une agriculture biologique.
L'île a jusqu'à présent réussi à conserver sa beauté naturelle intacte et est considérée comme le poumon vert des Antilles. Les autorités cubaines font de la protection du patrimoine naturel une priorité et ont créé plus de deux cent cinquante zones naturelles protégées, couvrant l’équivalent de 22 % du pays. La réserve naturelle des Jardins de la reine, qui comprend près de 150 kilomètres d’îles, de récifs et de mangroves accueille un récif corallien parmi les mieux préservés au monde. Le développement du tourisme de masse et le réchauffement climatique font cependant peser certaines craintes,.

## Géographie humaine

### Villes
Les principales villes du pays sont :
- La Havane (capitale)
- Pinar del Río
- Varadero
- Holguín
- Banes
- Guantánamo
- Palma Soriano
- Trinidad
- Ciego de Ávila
- Santiago de Cuba
- Santa Clara
- Camagüey
- Baracoa
- Cienfuegos
- Bayamo
- Sancti Spíritus
- Las Tunas
- Nueva Gerona
- Matanzas

### Subdivisions administratives
Le pays est divisé en 15 provinces et une « municipalité spéciale » (l'île de la Jeunesse qui ne constitue pas une province à part entière). Chaque province est divisée en municipalités qui sont actuellement[C'est-à-dire ?] au nombre de 169 sur l'ensemble du territoire cubain.

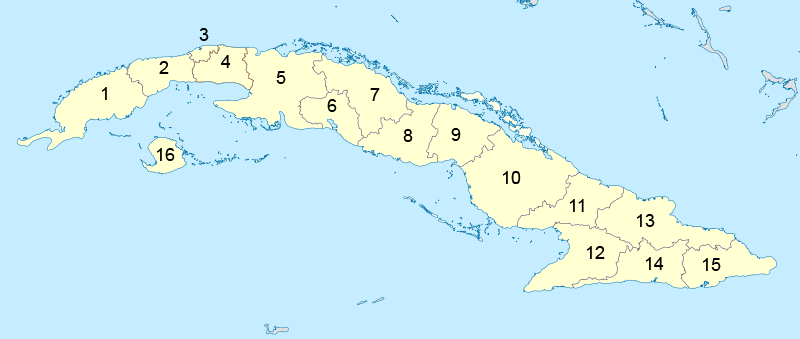

1. Pinar del Río (11 municipalités).
2. Artemisa (11 municipalités).
3. La Habana (auparavant Ciudad de La Habana; 15 municipalités).
4. Mayabeque (11 municipalités).
5. Matanzas (13 municipalités).
6. Cienfuegos (8 municipalités).
7. Villa Clara (13 municipalités).
8. Sancti Spíritus (8 municipalités).
9. Ciego de Ávila (10 municipalités).
10. Camagüey (13 municipalités).
11. Las Tunas (8 municipalités).
12. Granma (13 municipalités).
13. Holguín (14 municipalités).
14. Santiago de Cuba (9 municipalités).
15. Guantánamo (10 municipalités).
16. île de la Jeunesse (1 municipalité).

## Politique

### Constitution

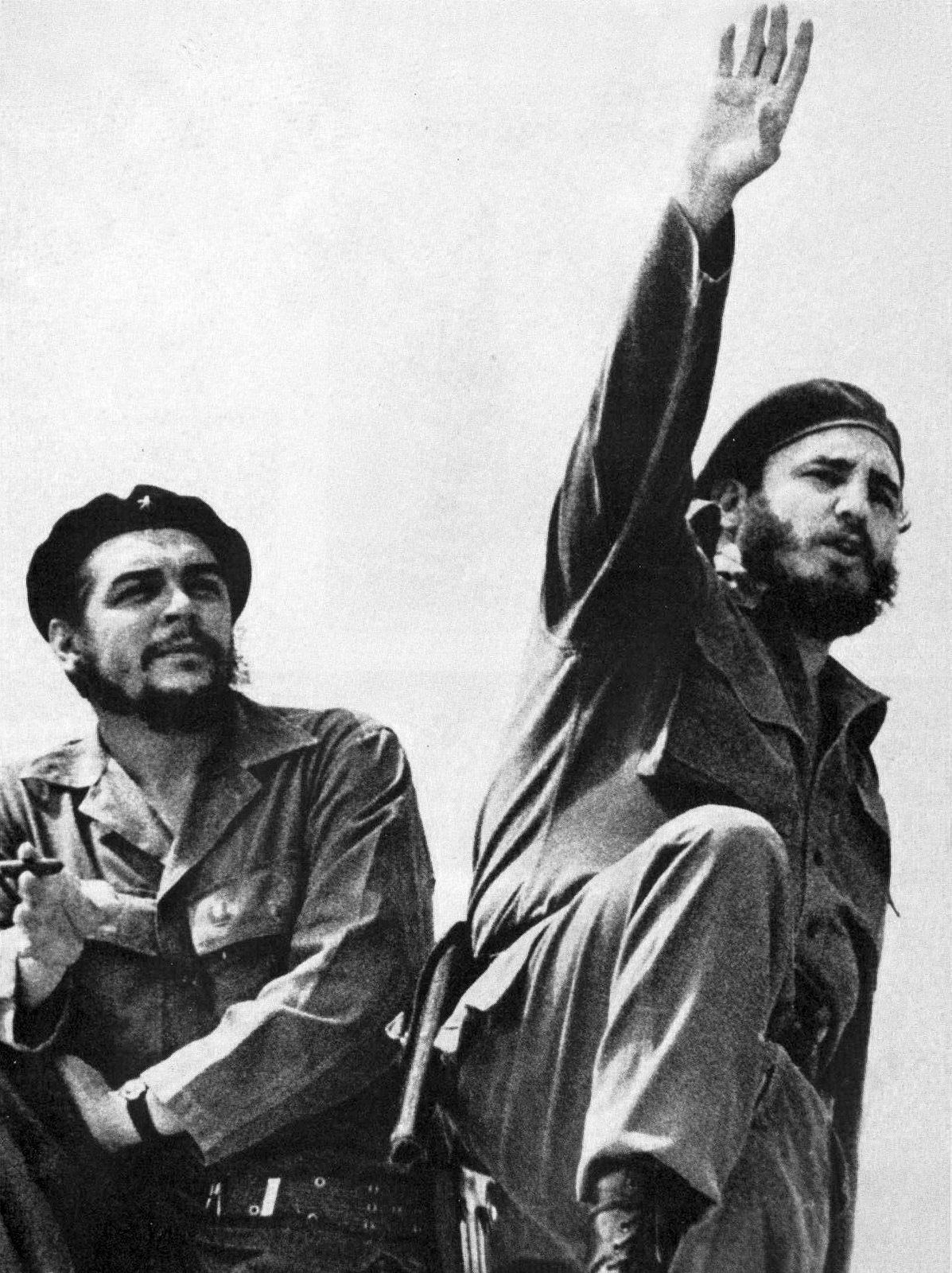
Che Guevara et Fidel Castro, photographiés par Alberto Korda en 1961.

Le pays est régi par la Constitution de 2019. Cuba se présente comme un pays socialiste et se veut être une république unitaire des ouvriers et paysans et une république parlementaire. Le Parti communiste est le seul parti politique reconnu par la Constitution, qui le désigne comme « la force dirigeante supérieure de la société et de l'État ». Néanmoins, il ne peut désigner les candidats aux élections. En effet, ils sont désignés soit directement par les électeurs pendant des réunions publiques ou soit par les assemblés municipales. Le régime cubain est souvent de ce fait qualifié de dictature,, mais un débat existe en France et ailleurs sur la pertinence de cette qualification : le diplomate Jean Mendelson, estime ainsi en 2016 que « Cuba ne correspond à aucune case : ni démocratie représentative, ni dictature ».

### Pouvoir exécutif
De 1976 à 2019, l'organe suprême du pouvoir exécutif est le Conseil d'État, présidence collégiale composée de 31 membres élus par le Parlement pour cinq ans et dont le président exerce la charge de chef de l'État.
Fidel Castro est Premier ministre de 1959 à 1976, puis, après l'abolition de cette charge, président du conseil d'État de 1976 à 2008. Il est devenu, en 1965, premier secrétaire du Parti communiste de Cuba et, en 1976, représentant à l'Assemblée nationale de la municipalité de Santiago de Cuba. Raúl Castro est investi par l'Assemblée nationale à la tête de l’État en juillet 2008, succédant à son frère Fidel Castro. Il lui succède, en 2011, à la tête du parti. Le 18 avril 2018, Miguel Díaz-Canel devient le premier président du Conseil d'État à ne pas être issu de la famille Castro. Raúl Castro reste toutefois à la tête du parti.
Depuis l'adoption de la Constitution cubaine de 2019, le chef de l'État est le président de la République et le chef du gouvernement est le Premier ministre. Le Conseil d'État continue d'exister et est dirigé par le président de l'Assemblée nationale du pouvoir populaire.

### Pouvoir législatif
Le parlement cubain est l'Assemblée nationale du pouvoir populaire (Asamblea Nacional del Poder Popular). C'est l'organe suprême du pouvoir de l'État, doté des droits de voter les lois et de modifier la Constitution. Ses 614 membres sont élus pour cinq ans au scrutin uninominal majoritaire à deux tours. L'Assemblée nationale élit en son sein le Conseil d'État et son président par un vote à bulletin secret. Selon la Constitution, les députés doivent rendre des comptes régulièrement à leurs électeurs et sont révocables par ceux-ci.

### Élections
Les dernières élections municipales se sont tenues le 25 avril et 2 mai 2010, ayant désigné un peu plus de 15 000 délégués dans les 169 assemblées municipales. Selon la Constitution cubaine, c'est le seul scrutin permettant aux électeurs cubains de désigner directement leurs candidats lors de réunions publiques. En pratique, les délégués n’ont obtenu aucun pouvoir supplémentaire lors de la réforme constitutionnelle de 1992,. De plus, selon une étude de Christian Nadeau, le Parti communiste cubain serait affecté par des problèmes de corruption.
En avril 2023, Miguel Díaz-Canel est réélu président de la République par l'Assemblée nationale avec 97,66 % des voix.

### Forces armées
L'armée cubaine, appelée « Forces armées révolutionnaires », a été très développée durant la guerre froide avec l'aide massive de l'URSS, ainsi l’armée cubaine compta 162 000 hommes en 1985. Elle est en forte régression depuis 1990, son effectif était de 105 000 militaires en 1995 et de 49 000 soldats en 2004.
En 2003, le budget de la défense était à 4 % du produit intérieur brut et estimé à 380 millions de dollars.
Le gouvernement cubain s'appuie également sur plusieurs forces paramilitaires et milices tels la Ejército Juvenil del Trabajo (armée des jeunes travailleurs), les Milicias de Tropas Territoriales (milices territoriales) et Comités de Defensa de la Revolucion (comités de défense de la révolution) sous contrôle du ministère de l'Intérieur.
Elle a été massivement engagée dans plusieurs pays d'Afrique dès les années 1960. Elle a notamment participé à la bataille de Cuito Cuanavale.

### Répressions politiques
Salim Lamrani rapporte que pour la majorité des spécialistes de l'histoire de Cuba, ce pays est victime d'une pression économique et politique menée par l'administration américaine à son encontre : occupation d'une partie de son territoire géographique depuis 120 ans, mise sous tutelle dès la naissance de la république (amendement Platt), coactions économiques diverses. Mais depuis six décennies, ce serait une véritable guerre (baie des Cochons) sous toutes ses formes, principalement économique, que subirait non seulement le régime cubain mais aussi la population, qui souffre de pénuries qui, sans le système de santé, d'alimentation et de logement solidaires, entre autres, souffrirait dans des proportions bien plus massives encore.
Selon Amnesty International, les libertés fondamentales d'expression, d'association et de circulation sont réduites, ce qui aurait contribué à provoquer l'exode de centaines de milliers de Cubains, réfugiés notamment en Floride. Selon Christian Nadeau, professeur de philosophie politique, dans les années 1990, le pouvoir a maintenu un contrôle strict de la société civile, notamment par le biais des Comités de défense de la révolution, et augmenté la présence policière. Toujours selon Christian Nadeau, en 1996, Raúl Castro a proclamé la fermeture politique totale de Cuba et la réforme constitutionnelle de 2002 a verrouillé toute possibilité de dissidence. Selon Yannick Bovy, la répression s'est alors intensifiée à l’égard de toute opinion contraire à celle du gouvernement,.
Un autre point de vue consisterait à juger ou évaluer le gouvernement cubain en partant du principe qu'il subit la plus longue, voire la plus intense coaction de l'histoire économique, politique et diplomatique contemporaine : faire abstraction des lois Torricelli et Helms-Burton, par exemple, permet des jugements hors-sol comme le rappellent les chercheurs Rémy Herrera, Jean Lamore, Christine Pic-Gillard ou Julie Amiot et Clémentine Lucien.
Des opposants au régime sont en prison : selon Amnesty International, 62 personnes étaient incarcérées pour des raisons politiques fin 2007. Cependant, Salim Lamrani relève que Amnesty International précise que ces personnes ont accepté de toucher de l'argent de l'étranger, ce qui, en droit international, en fait des « agents stipendiés par une puissance étrangère » ; ils sont alors justiciables de la loi pénale. Et en effet ces personnes ont été condamnées par un tribunal cubain pour avoir reçu de l'argent de la Section des Intérêts des États–Unis à La Havane, pour avoir collaboré clandestinement avec des médias américains et avoir diffusé de fausses nouvelles sur l’île, ce qui relève de l'entente avec une puissance étrangère et de la trahison. Trahison aussi et surtout parce que les informations rémunérées par l'administration américaine et diffusées par ces collaborateurs permettent aux États-Unis de justifier en partie le maintien de l'embargo sur Cuba. Cet épisode est un aspect de la guerre politique et économique entre les États-Unis et Cuba depuis six décennies, où le vrai du faux est difficile à appréhender. Les détracteurs du gouvernement cubain les qualifient de « prisonniers politiques », tandis que ses partisans préfèrent le qualificatif de « mercenaires ».
Ignacio Ramonet du Monde diplomatique souligne pour sa part que lorsque Raúl Castro arriva à la tête de l'État en 2008, il lança un vaste débat à l'échelle du pays pour déterminer les attentes principales de la population. De nombreuses critiques y furent formulées contre certains aspects de la politique menée.
À la Commission des droits de l'homme des Nations unies, Cuba était souvent l'objet de critiques pour violations des droits de l'homme. Sur ce point, Cuba a dénoncé une « manipulation » de la part du gouvernement américain : les résolutions condamnant Cuba étaient présentées par les États-Unis et leurs alliés, et votées à une courte majorité, sous pression du gouvernement américain selon Cuba.
En juin 2007, le Conseil des droits de l'homme des Nations unies a supprimé le poste de rapporteur spécial de l'ONU pour les droits de l'homme à Cuba, occupé par la juriste française Christine Chanet. En 2006, Cuba est élue membre du Conseil par l'Assemblée générale de l'ONU, lorsque celui-ci remplace la Commission. Le 12 mai 2009, Cuba a été réélue pour une seconde période de trois ans.
Bien que Cuba n'ait pas aboli la peine de mort, la dernière exécution en date remonte à 2003. En 2010, l'île ne compte plus aucun condamné à mort, les dernières condamnations ayant été commuées.
Selon Amnesty International, 8 600 personnes ont été arrêtées pour des motifs politiques en 2015, pour des durées allant généralement de 1 à 30 heures. En 2019, Amnesty International considère que Miguel Díaz-Canel maintient un dispositif répressif, au moins 70 personnes sont condamnées pour délit d'opinion.

## Économie

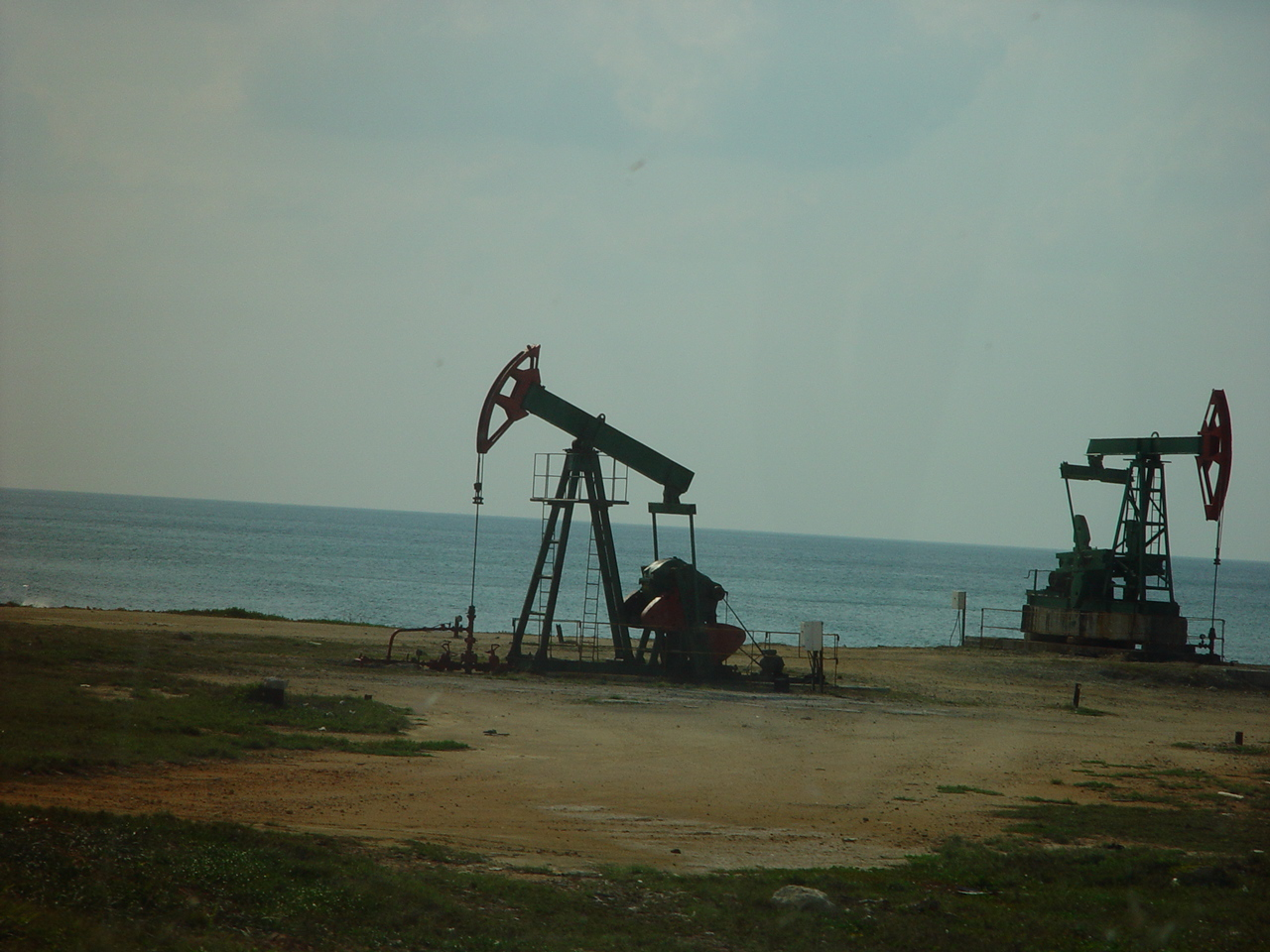
Puits de pétrole à Boca de Jaruco.

Au lendemain de la prise de pouvoir, le gouvernement nationalise en 1960, 90 % du secteur industriel et 70 % des terres agricoles. Il confisque les entreprises américaines, en représailles contre le non-respect du Sugar Act, qui prévoyait l'achat par les États-Unis du sucre à des prix au double de celui du marché, et conclut un accord commercial avec l'URSS. Le gouvernement cubain met en place une économie planifiée. La plupart des moyens de production sont contrôlés par l'État et la plupart de la main-d'œuvre est employée dans le secteur public. Ces dernières années le secteur privé s'est développé. En 2000, le secteur public représentait 77,5 % des emplois et le secteur privé 22,5 % alors qu'en 1981 le rapport était de 91,8 % et 8,2 %. L'investissement est réglementé et la plupart des prix sont fixés par les autorités publiques.
La chute de l'Union soviétique et du COMECON — qui priva l'île de ses principaux partenaires commerciaux — et l'embargo des États-Unis instauré le 3 février 1962 eurent de lourdes conséquences sur le pays — les pertes s’élevant, en 2014, à plus de 116 milliards de dollars pour l'économie cubaine. L'Union soviétique achetait le sucre cubain à un prix supérieur au prix du marché et fournissait du pétrole à bas prix. En 1992, le niveau des échanges avec les pays de l'ex-COMECON représentait moins de 7 % du niveau de 1989. Dans le même temps, le PNB cubain chuta de 34 %, les revenus par habitant de 39 %. En 1992, les États-Unis ont resserré l'embargo contre Cuba, tout bateau qui entrait dans un port cubain était refusé d'accès aux États-Unis pendant six mois. Des centaines de tonnes de nourriture et de médicaments étaient prises en otage. Quelques années plus tard, l'embargo fût intensifié, chaque pays qui commerçait avec Cuba se voyait interdit d'accès aux États-Unis, l'accès de Cuba aux capitaux étrangers s'écroulait.

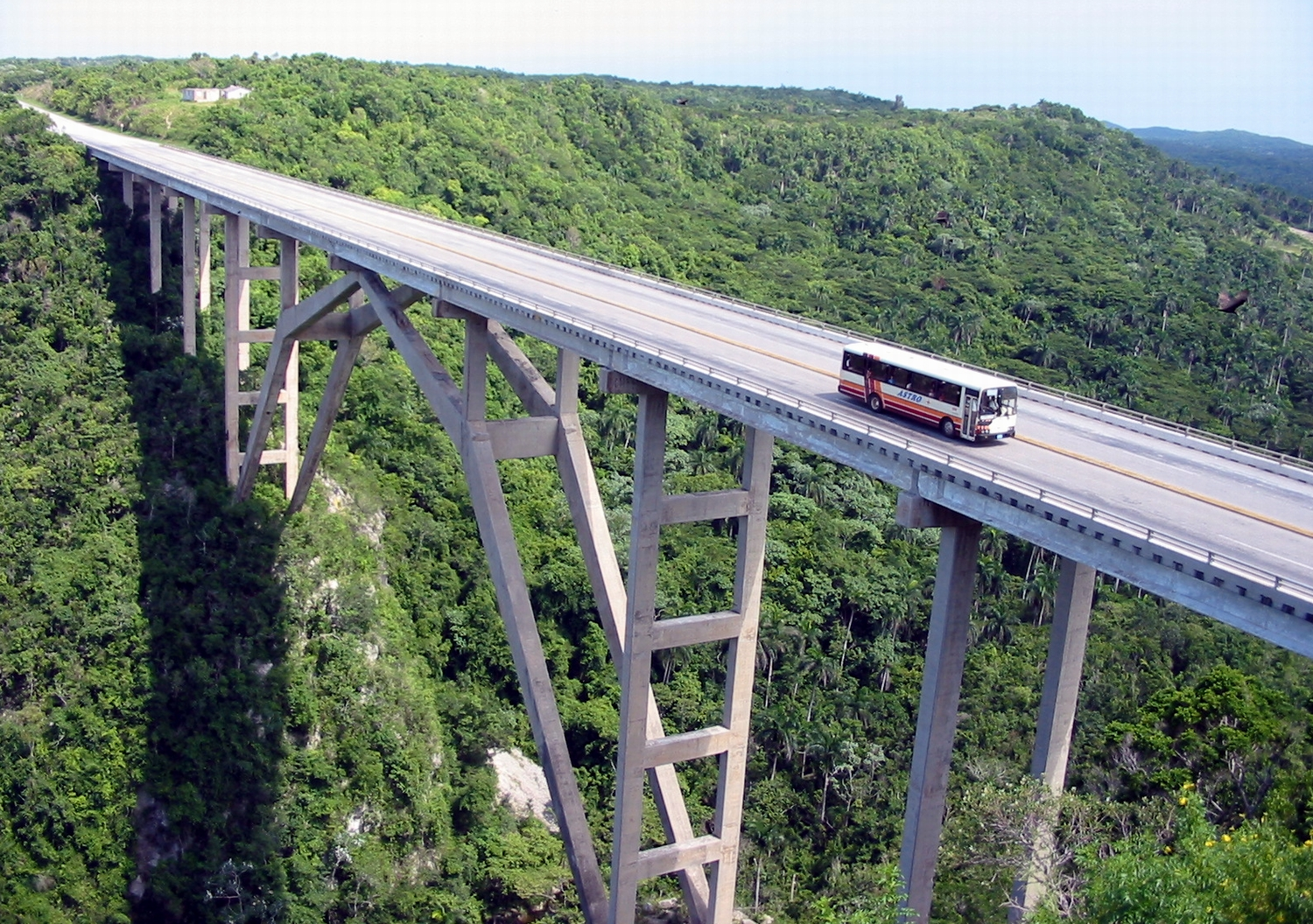
Pont de Bacunayagua, le plus haut de Cuba.

Face à cette crise économique, Cuba libéralisa un peu son économie. Le développement d'entreprises privées de commerce et de manufactures fut permis, ainsi que la légalisation du dollar américain dans les magasins pour un temps (non permis depuis 2004). Le tourisme fut aussi encouragé. En 1996, l'activité touristique représentait plus que la culture de la canne à sucre en termes de devises. 1,9 million de touristes ont visité l'île en 2003, pour l'essentiel des touristes venant du Canada ou de l'Union européenne, générant 2,1 milliards de dollars de revenus. La productivité cubaine demeure cependant insuffisante et les performances de l'économie entravées par le manque de moyens de transport.
Sur la côte entre La Havane et Varadero, des pompes à pétrole rappellent que Cuba produit 4 millions de tonnes de brut par an. Le pays en importe aussi du Venezuela, « à prix d'ami ». Le régime, qui espère trouver des gisements offshore, a autorisé le géant pétrolier espagnol Repsol à prospecter au large de la capitale cubaine.
Les prévisions de croissance de l'économie cubaine pour 2012 tournent autour de 3,4 %.

### Agriculture
Avant les années 1990, l'agriculture cubaine est basée sur le modèle productiviste, système rendu possible par le partenariat avec l'Union soviétique qui fournit pétrole, fertilisants, pesticides et machines agricoles. L’arrêt brutal de ces approvisionnements, l'embargo des États-Unis entraîne une grave crise alimentaire, l'agriculture cubaine est décimée ; les coupures de courant étaient fréquentes, la faim et la sous-alimentation sont répandues [réf. nécessaire]. Contraint par ces événements, Cuba est alors passé d'une agriculture intensive et productiviste dirigée vers l'exportation à une agriculture extensive et biologique de proximité. L'agriculture vivrière est très développée à Cuba et en particulier l'agriculture urbaine et biologique. Le pays est aussi très en pointe en matière d'agroécologie et d'agroforesterie. Seules les cultures d'exportation comme le tabac sont restées sur le modèle productiviste et intensif. En 1996, l’objectif de fournir 300 grammes de légumes frais par jour à chacun était atteint,,. Cuba devient en 2009, selon l'UNICEF, le seul pays d’Amérique latine à s’être débarrassé de la sous-nutrition sévère chez les enfants. En 2017, l'île compte moins de 2,5 % de personnes sous alimentées. Selon l’historien Jose Antonio Waugh, Cuba ne sera jamais autosuffisante, notamment à cause de son climat tropical.
La recherche agricole y est notamment basée sur la phytosélection participative qui associe étroitement chercheurs et agriculteurs dans l'amélioration des semences.
Le décret loi no 4 de 2020 paru dans la Gaceta Oficial no 52 du 23 juillet 2020 autorise la culture d'OGM à Cuba. Armando Rodríguez Batista, vice-ministre de la Science, de la Technologie et de l'Environnement a justifié ce choix pour développer la productivité, avoir une agriculture durable, sur la base de recherche locale permettant la souveraineté alimentaire du pays sur la base de la science.

#### Café
On doit l’introduction du caféier d'Arabie à Cuba en 1748 à Don José Antonio Gelabert. D'abord cultivé en quantités limitées, il voit sa production prendre son essor après la forte croissance caféière vécue chez le voisin français lors de la Révolution du café de Saint-Domingue.
La révolution du café à Cuba désigne la période au cours de laquelle l’île est devenue le premier producteur mondial de café, grâce à un développement très rapide des plantations au cours des trois premières décennies du XIXe siècle. Cette période transforme profondément la culture et la démographie de l'île, avec l’arrivée massive d’esclaves noirs et d’immigrants d’origine non-espagnole, principalement français. Cette « révolution » agricole, temps fort de l'histoire de la caféiculture, s’est principalement déroulée aux alentours de La Havane et dans l’est de l’île, région alors peu habitée, sur les pourtours du port de Santiago de Cuba et de la Sierra Maestra, qui culmine à 1 974 mètres au Pico Turquino, plus haut sommet du pays.
En mars 2021, le gouvernement cubain demande aux émigrants d'investir à Cuba dans « de petits projets qui résoudront le problème alimentaire et non alimentaire ».
Après avoir été le plus gros producteur de café dans le monde, Cuba doit aujourd'hui importer la moitié de sa consommation.

#### Canne à sucre
En 1987, plus de 7 millions de tonnes de cannes à sucre sont produites. Les sacs de 50 kg sont expédiés durant la guerre froide surtout vers les pays de l'Est mais également en Libye. Cuba est devenu le premier exportateur mondial de canne à sucre. Cependant, cette culture a souffert au cours des années 1990 des problèmes d'approvisionnement en énergie, après la fin des grands accords de troc entre Cuba et l'URSS, qui voyaient cette dernière échanger du pétrole contre du sucre cubain. Sur les six premières années de la décennie 2010, Cuba n'est jamais parvenu à réintégrer le palmarès des huit plus grands producteurs mondiaux de sucre, en raison du déclin opéré vingt ans plus tôt.

#### Rhum
L'embargo américain exclut Cuba du marché américain, qui représente à lui seul 40 % du marché mondial du rhum. Le durcissement des sanctions décidé par l'administration Trump complique plus encore la situation du rhum cubain. Nombre d'entreprises étrangères sont contraintes de suspendre toute collaboration avec Cuba, ce qui provoque des difficultés à se procurer des produits en partie issus des importations (les bouteilles, les étiquettes ou les bouchons).
Le rhum est un produit d'exportation phare pour Cuba, qui en a expédié 397 642 hectolitres en 2018 dans 126 pays, principalement en Europe, pour 136 millions de dollars. La chute est de 40 % en volume, mais seulement de 9 % en valeur car le secteur a tenté de s’adapter en misant sur des produits plus élaborés et donc plus chers.
L'importation de rhum cubain aux États-Unis est à nouveau autorisé depuis 2023 pour la consommation personnelle, dans la limite de trois bouteilles et pour les cigares dans la limite de 50.

### Logement

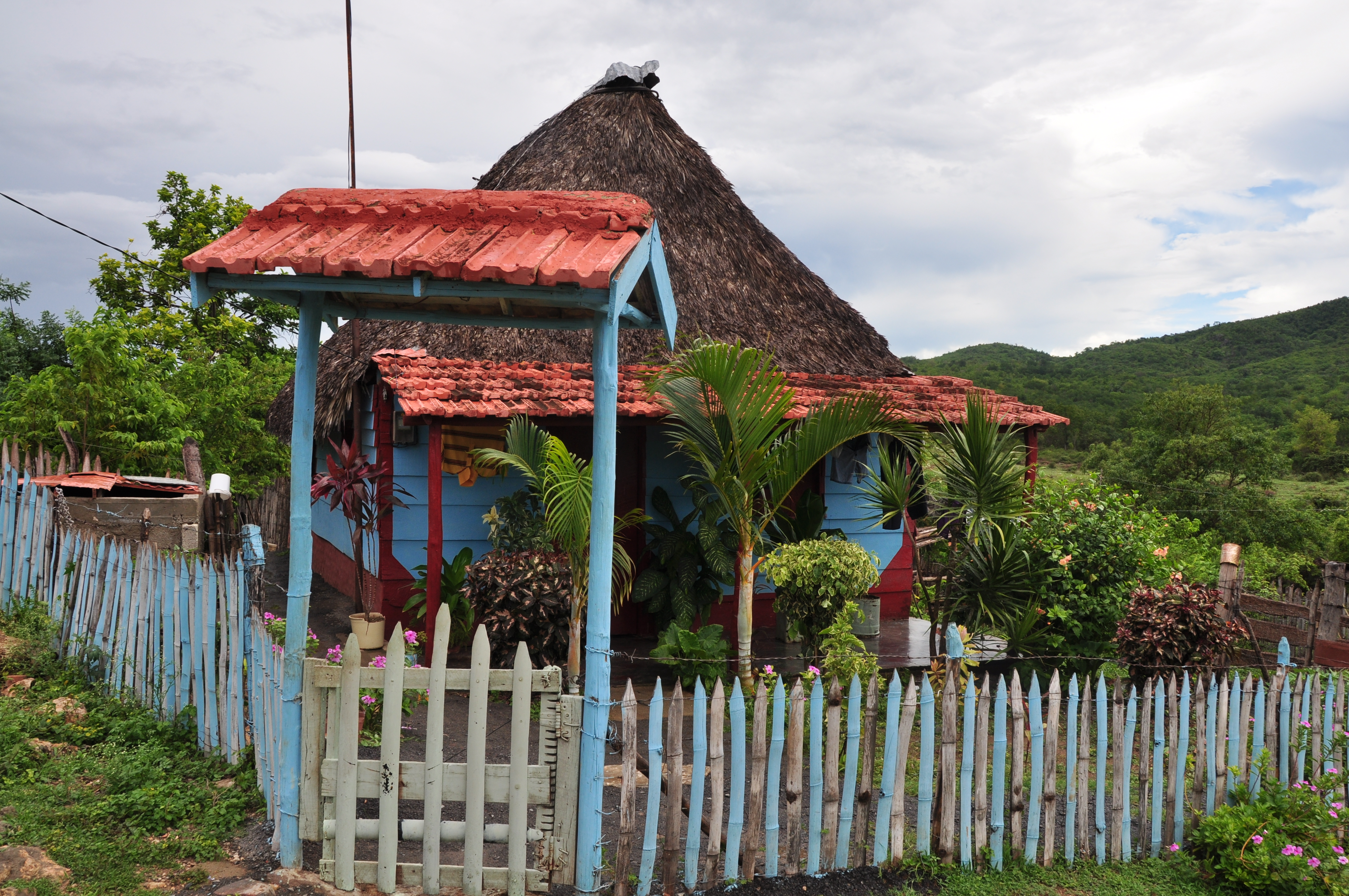
Maison d'habitation traditionnelle dans un village de Cuba.

Le castrisme n'avait pas aboli la propriété privée. Et 85 % des Cubains sont propriétaires de leur logement. Jusqu'en 2012, ils pouvaient seulement « permutar », échanger leur appartement. Désormais, ils sont autorisés à acheter ou vendre leur bien, dans la limite d'un logement principal et d'une résidence de vacances. Comme les agences immobilières restent interdites, une bourse aux logements se tient tous les samedis sur le paseo del Prado, à La Havane.
Il semble ne pas y avoir de sans-abris à Cuba. Bien que le logement ne soit pas gratuit, il est fortement subventionné. Les bidonvilles qui avaient été progressivement éliminés après la révolution sont de retour et concernent 10,5 % de la population en 2020. Une étude de l'université Harvard publiée en 2002 soutient que la proportion de logements insalubres est passée de près de 50 % en 1960 à moins de 15 %.

### Industrie pharmaceutique
Après le tourisme, c'est le secteur des biotechnologies qui arrive en deuxième position : 32 instituts et entreprises sont rassemblés sous l'égide de la holding publique BioCubaFarma, laquelle emploie plus de 21 000 salariés et est le premier exportateur de biens du public (plus de 680 millions de dollars en 2013),. Les produits les plus exportés sont le Heberprot-P, l’érythropoïétine humaine recombinante (iorHuEPO) ou la technologie SUMA.
L'industrie pharmaceutique cubaine est l'une des six au monde produisant une protéine nommée interféron (INF). Elle produit aussi le facteur de croissance épidermique, utilisé dans des crèmes très efficaces contre les brûlures ; le vaccin contre l'hépatite B ; le vaccin antiméningocique de type B, la streptokinase recombinante utilisée dans l'infarctus du myocarde et l'embolie pulmonaire, des modulateurs immunologiques, antihypertenseur, hypocholestérolémiant et médicaments anticancéreux[réf. nécessaire].
Le gouvernement américain a autorisé en 2007 la mise en vente aux États-Unis de deux vaccins élaborés à Cuba, devenu un grand exportateur de médicaments génériques. Sous la présidence de Barack Obama, deux molécules cubaines jugées prometteuses font l’objet d’essais cliniques aux États-Unis : un vaccin contre le cancer du poumon et un médicament contre les gangrènes liées au diabète. En retour, un assouplissement des sanctions devait jeter les bases d’une coopération scientifique entre les deux pays, mais Donald Trump rompit les accords en 2017.
L'industrie pharmaceutique cubaine a pris son essor dans les années 1960 avec la fondation, en 1965, du Centro nacional de investigaciones científicas (CNIC), l’équivalent du Centre national de la recherche scientifique (CNRS). Cuba bénéficia dans les années 1960 et 1970 de l’arrivée de nombreux chercheurs et médecins venus de l'Union soviétique. Afin de limiter les dépenses, les autorités promeuvent des circuits courts dans lesquels recherche fondamentale, recherche appliquée et chaînes de production se concentrent sur un même lieu. Le Centro de Neurociencias de Cuba (CNEURO) regroupe par exemple des biologistes, des mathématiciens, des physiciens, des médecins impliqués dans divers essais cliniques ainsi que plusieurs techniciens spécialisés. Le CNEURO produit notamment « chaque année quelque six mille prothèses et appareils auditifs permettant le diagnostic précoce de la surdité chez les très jeunes enfants », selon son directeur.

### Relations économiques avec les États-Unis
Les États-Unis sont le troisième fournisseur de Cuba avec 11 % des importations en 2004-2006,. En 2012, les États-Unis sont le premier fournisseur de biens alimentaires et agricoles à Cuba, ces secteurs n'étant pas concernés par l'embargo.
Washington possède une Section d'intérêts des États-Unis à La Havane. Enfin, les Cubains exilés en Floride envoient sur l'île des Remesas, c'est-à-dire de l'argent sous forme de mandats. Après avoir été légalisé comme les autres monnaies étrangères en août 1993, le dollar américain ne peut plus être utilisé comme moyen de paiement direct depuis 2004.

#### Embargo des États-Unis et lois extra-territoriales
Les États-Unis mettent en place un embargo sur Cuba en 1962. En 1998, le président américain Bill Clinton déclara que Cuba n'était plus une menace pour les États-Unis et assouplit l'embargo. La même année, les vols directs avec Cuba purent reprendre. Depuis 2001, à la suite de l'allègement de l'embargo, les sociétés américaines peuvent vendre certains produits agroalimentaires et des médicaments à Cuba. La plupart des importations agroalimentaires à Cuba viennent des États-Unis. Les agriculteurs américains souhaitent par ailleurs renforcer leurs exportations vers Cuba.
En avril 2004, 77 entreprises ont été condamnées à une amende de 200 millions de dollars américains pour avoir fait du commerce avec Cuba, malgré l'embargo des États-Unis (dont la banque suisse UBS, à hauteur de 100 millions de dollars, pour avoir réalisé du change pour le compte de l'état cubain et d'autres états concernés par les embargos des États-Unis,,). La Banque suisse UBS a répercuté cette amende à son client cubain. Pour contrer cette mesure, l'état cubain a décidé que les dollars américains doivent être convertis en Peso Convertible Cubain (CUC) dans un bureau de change agréé. Le change des USD en CUC subit une taxe de 10 % correspondant au taux d'amende américain.
Lors de sa visite à Cuba, le pape Jean-Paul II avait bien fait comprendre qu'il était contre cet embargo. Le président élu Barack Obama s'est déclaré favorable à un allègement de l'embargo imposé à Cuba, mais cette mesure est soumise à l'autorisation du congrès. L'embargo a été légèrement assoupli sous la présidence d'Obama : en mars 2009, le Congrès autorise les citoyens américains d'origine cubaine à se rendre à Cuba une fois par an ; puis, le 13 avril 2009, le président annonce la fin des restrictions sur les voyages et les transferts d'argent des Cubano-Américains vers l'île. Il est toujours interdit d'envoyer de l'argent à des membres de la fonction publique ou de l'armée cubaine, et l'embargo est, dans sa plus grande partie, maintenu, même s'il a été condamné plusieurs fois par des États membres de l'ONU depuis deux décennies[réf. nécessaire]. L'embargo ou blocus selon les Cubains, est l'une des principales causes des difficultés de l'île (en particulier depuis la chute du Bloc de l'Est et donc des partenaires commerciaux capables de braver le blocus).
L'embargo ne concerne pas les médicaments, sous réserve qu'ils obtiennent une licence. Le gouvernement cubain soutient néanmoins devant l'Assemblée générale de l'ONU que les États-Unis font un embargo sur les médicaments, et violeraient donc les Conventions de Genève. L'embargo ne porte pas non plus sur les matériels de télécommunications et les produits agro-alimentaires,, et les États-Unis sont ainsi le premier exportateur pour l'économie cubaine, particulièrement dans le secteur alimentaire : le montant des exportations américaines vers l'île s'élève aujourd'hui à 500 millions de dollars par an. En 2008, entre 35 et 45 % des importations alimentaires à Cuba viennent des États-Unis, qui sont devenus les premiers fournisseurs de nourriture de l'île. Mais, d'après le rapport de Cuba à l'ONU en 2001, les restrictions sur l'importation des aliments et médicaments empêchent l'île de subvenir totalement aux besoins de la population. Selon Ricardo Alarcón, président de l'Assemblée nationale cubaine, le paiement des aliments doit se faire à l'avance, sans crédit et dans une autre monnaie que le dollar, ce qui restreint les possibilités d'achat et augmente les coûts.
L'ONG Centre Europe-Tiers Monde juge que l'embargo américain est « illégitime et immoral en ce qu'il s'attaque aux acquis sociaux réalisés par Cuba depuis des années et met en péril les réussites — reconnues par nombre d'observateurs internationaux indépendants (notamment ceux de l'OMS, de l'UNESCO, de l'UNICEF ou maintes ONG) — que sont ses systèmes publics d'éducation, de recherche, de santé et de culture, participant du plein exercice des droits de l'homme » ; l'ONG estime que cet embargo porte en outre sur des domaines comme l'alimentation, les médicaments ou équipements médicaux et les échanges d'informations scientifiques.

### Relations économiques avec le Venezuela
S'étant significativement améliorées sous la présidence d'Hugo Chávez, les relations entre Cuba et le Venezuela s'accentuent notamment grâce à une aide au développement, une coopération entre les entreprises, des transactions financières, l'échange des ressources énergétiques et des technologies de l'information et de la communication dans les domaines des services de renseignement et militaires. Une caractéristique des échanges Cuba-Venezuela est que les biens sont peu coûteux pour le pays d'exportation, mais d'une grande importance pour le pays importateur.
En avril 2005, Cuba et le Venezuela créent l'Alliance bolivarienne pour les Amériques (ALBA), organisation de coopération sociale, politique et économique. Celle-ci a depuis été rejointe par la Bolivie, le Nicaragua, la Dominique et le Honduras. En avril 2009, les pays membres approuvent l'idée de la création d'une monnaie commune, le « SUCRE » (acronyme pour 'Système Unique de Compensation Régional', du nom d'Antonio José de Sucre), visant à réduire leur dépendance au dollar américain.

## Éducation, sciences et santé

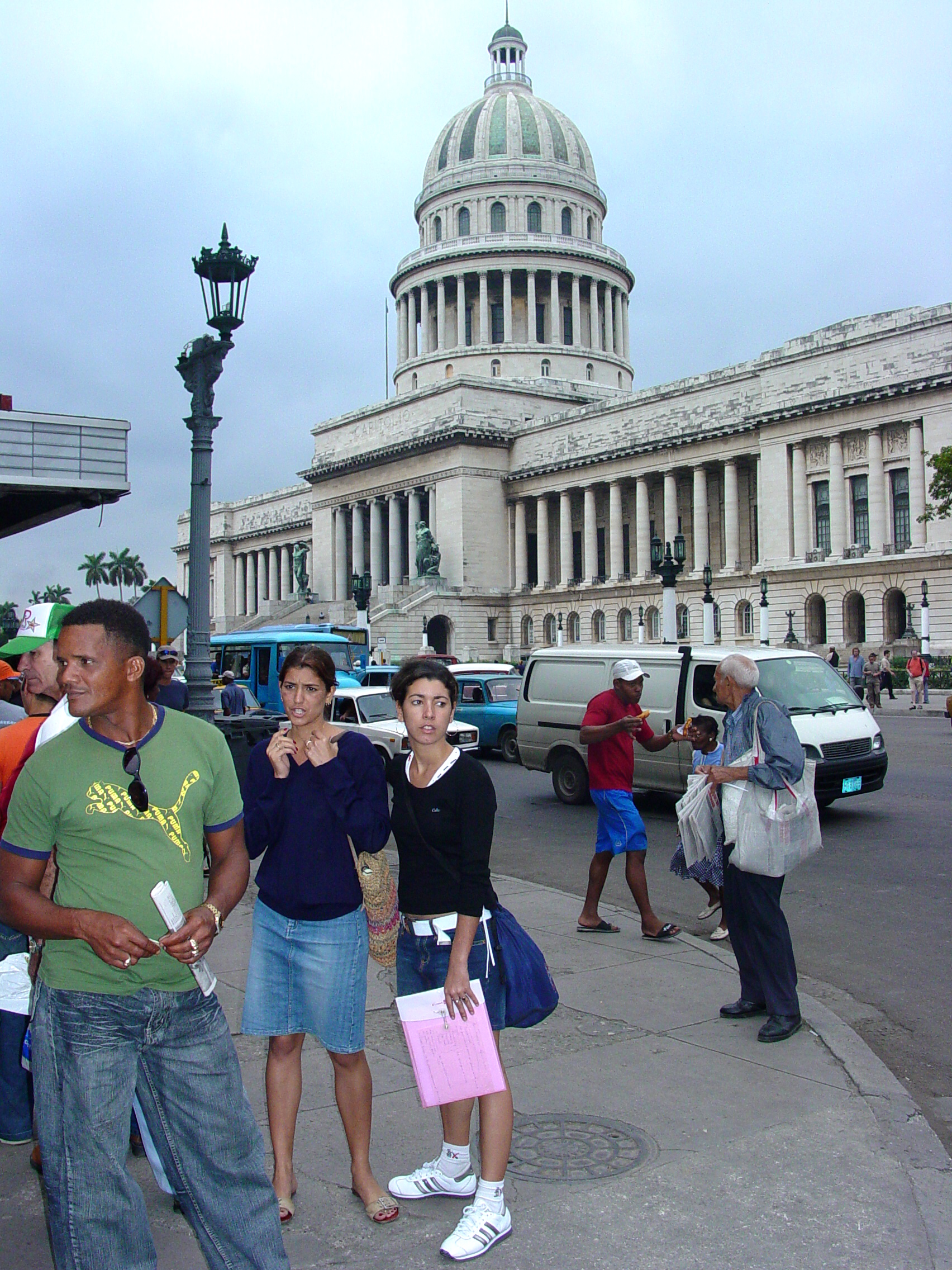
Le bâtiment El Capitolio est l'Académie des sciences cubaine à La Havane.

Les dépenses publiques de santé s'établissaient en 2004 à 5,5 % du PIB, les dépenses publiques d'enseignement à 9 % du PIB (2002-2005). Cuba se trouve à la quatrième place selon le classement du programme des Nations unies pour le développement (PNUD) en Amérique latine et à la quarante-huitième place dans le monde pour l'indice de développement humain (IDH).
Dans le rapport sur le développement humain 2013 du PNUD, Cuba est passé à la vingt-sixième place pour l'IDH, et ses dépenses de santé et pour l'éducation représentent respectivement 9,7 % et 12,7 % du PIB. L'UNICEF désigne Cuba comme le pays le plus avancé sur les droits des enfants dans la zone Amérique latine/Caraïbes et seulement devancé par le Canada dans tout l'hémisphère occidental.
Cuba est devenu, en 1965, le premier pays latino-américain à légaliser l’avortement, et est resté le seul jusqu'en 2012 et sa légalisation en Uruguay.
Sur le plan éducatif, les universitaires et chercheur au CNRS Philippe Bayart, Rémy Herrera et Éric Mulot évoquent en 2008 l'excellence du système cubain ; ils étudient son évolution depuis 1990 et le début de la crise de la « Période spéciale », pour conclure : « La lecture critique que les responsables cubains ont faite [des] réformes éducatives néolibérales les a amené à réaffirmer, malgré les pressions contraires, les principes qui ont guidé les politiques sociales du pays depuis 1959. Cette continuité paraît avoir produit des effets positifs, puisque, de l’avis de nombreux experts internationaux, le système éducatif cubain reste, en termes quantitatifs et qualitatifs, l’un des plus performants au monde. À l’évidence, ce constat doit être nuancé, car nombre de problèmes, apparus avec la crise, et sur lesquels nous avons insisté, demeurent à résoudre, faute de quoi la politique éducative de Cuba rencontrerait des difficultés pour continuer à réaliser son principe d’égalité et à assurer la correspondance, la complémentarité et la cohérence de ses politiques socio-économiques ».
Dans un article sur la visite du président français François Hollande à Cuba, publié en 2015 dans Slate, où il qualifie le guérillero et libérateur de Cuba Ernesto Che Guevara de « parrain du terrorisme », le sociologue Frédéric Martel critique pour sa part « l'échec maintenant avéré du système de santé et du modèle éducatif – en dépit de statistiques éhontément falsifiées ». D'autres articles ont été écrits pour remettre en cause la véracité de certaines statistiques, comme celles sur la santé ou la mortalité infantile,,.
Pourtant, concernant le système de santé, la journaliste d'investigation Maylïs Khider a récemment documenté et confirmé la reconnaissance internationale dont bénéficie le système cubain dans son ouvrage Médecins cubains, les armées de la paix, 2021. Quant à la qualité du système éducatif à Cuba, elle est largement reconnue et parfois louée par la communauté internationale (OMS, Banque mondiale), bien connue des spécialistes de l'île comme Janneth Habel, Danielle Bleitrach ou les professeurs Paul Estrade et Jean Lamore, entre autres, même par les plus critiques d'entre eux. En 1998, Fidel Castro avait reçu la Médaille d'or de la Santé pour Tous de la part de l'Organisation mondiale de la santé.

### Éducation

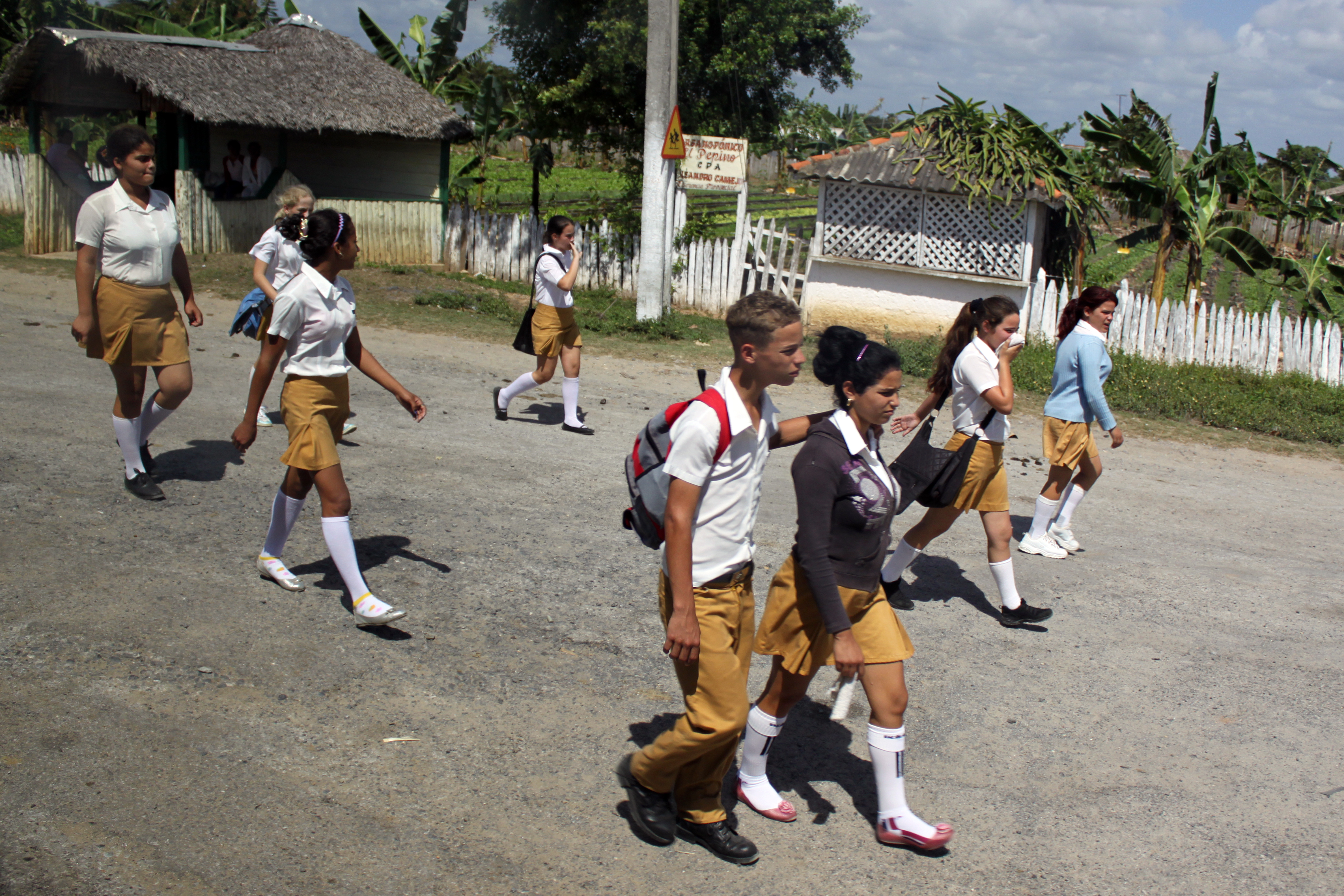
Pinar del Río

Fidel Castro a, dès 1961, nationalisé les universités, et autres écoles, et les a rendues gratuites. Il n'y a pas de frais pour les étudiants et Cuba dépense en proportion de son budget deux fois plus que le Royaume-Uni et quatre fois plus que les États-Unis pour l'éducation[réf. nécessaire], entièrement publique. Avec les difficultés de 1990, l'éducation de qualité est montrée plus difficile à appliquer.
Avant la révolution cubaine, le taux d'alphabétisation à Cuba était déjà d'environ 70 %, alors que la moyenne mondiale était de 44 %,. Le taux d'alphabétisation grimpe à 96 % en 1962 à la suite de la campagne d'alphabétisation qui a mobilisé près de 270 000 volontaires, en particulier au bénéfice des régions rurales. Selon le PNUD, Cuba se situe en 2006 au troisième rang mondial (avec un taux d'alphabétisation de 99,8 %), à égalité avec l'Estonie et devant les États-Unis (93,3 %).
Pendant les années 1960-1980, les étudiants furent contraints de participer aux travaux agricoles (récolte de la canne à sucre), d'assister aux réunions syndicales ou de partir en mission en Afrique. Une partie de la matière grise formée dans les universités cubaines émigre pour échapper aux conditions de vie. La moitié des médecins cubains étaient en mission à l'étranger.
La plus ancienne université du pays est celle de La Havane fondée en 1728. Parmi les autres établissements d'enseignement supérieur, on peut citer, par ordre d'importance, l'université de Santiago de Cuba, l'université de Santa Clara (Universidad Central de Las Villas ayant pour antennes l'université de Cienfuegos et des centres universitaires de Sancti Spiritus), l'université de Camagüey, l'université de Pinar del Río, l'université de Ciego de Ávila, l'université de Granma, l'université de Holguín, l'université de Matanzas et l'université catholique de Santo Tomás de Villanueva.
Le nombre d'universités est passé de trois en 1959 à plus de soixante actuellement[C'est-à-dire ?].
Les classes-musées (ou aulas-museo) sont une initiative pédagogique unique à Cuba. En 1994, à la suite de travaux dans le quartier de la Vieille Havane, et sur une initiative d' Eusebio Leal Spengler (historien de la ville), les élèves d'une école environnante sont déplacés dans les musées aux alentours. Après quelques semaines, les enseignants ont remarqué que les élèves réussissaient mieux au musée qu'en classe. Depuis, les élèves du primaire passent la moitié de leur année scolaire au musée. Plus tard, l'initiative a été renouvelée, notamment à Santiago de Cuba.

### Médecine

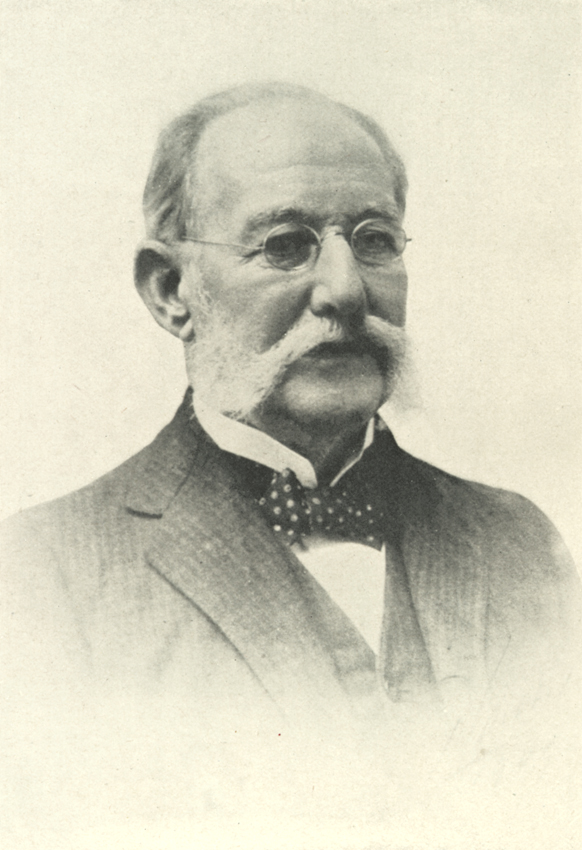
Carlos Finlay (1833-1915).

Historiquement, Cuba est bien classé quant au personnel médical et a contribué de façon significative à la santé depuis le XIXe siècle. Selon l’historien Adrián López Denis, en 1827, Cuba compte 715 médecins par million d’habitants, un nombre supérieur à celui de la majorité des pays européens en 1890. Le médecin cubain Carlos Finlay, formé en France et aux États-Unis, est le premier scientifique qui détermine que le vecteur de la fièvre jaune est un moustique. En 1909, Cuba est le premier pays à instituer un secrétariat d’État à la Santé et à l’Assistance dirigé alors par Matias Duque. La constitution démocratique cubaine de 1940 décrète que l’accès aux soins médicaux est un droit fondamental pour les Cubains.
Sous le régime castriste Cuba dispose d'une sécurité sociale universelle, et bien que les pénuries de fournitures et de matériels médicaux persistent le pays ne connaît pas de pénurie du personnel médical. Les services de soins sont disponibles gratuitement partout sur l'île et le taux de mortalité infantile est comparable à celui des pays développés. De même, le gouvernement cubain a consacré en 2009 près de 12 % de son PIB au système de santé, soit autant que la France ou l'Allemagne, selon la Banque mondiale. L’île dispose du plus important centre de biotechnologie au monde.
D'après l'Organisation des Nations unies, l'espérance de vie à Cuba est de 78,2 ans (76,2 pour les hommes et 80,4 pour les femmes). Cela place Cuba au 37e rang mondial et au 3e dans les Amériques (derrière le Canada et le Chili juste devant les États-Unis). Le taux de mortalité infantile à Cuba est passé de 32 ‰ en 1957 à 10 ‰ dans les années 1990.
Après la Révolution, Cuba a connu une dégradation générale en termes de maladie et de mortalité infantile dans les années 1960 lorsque la moitié de ses 6 000 docteurs ont fui le pays. Le rétablissement s'est produit dans les années 1980, après quoi le système de santé cubain a été globalement félicité. En 1987, Hilda Molina fonde le centre de neurochirurgie à La Havane. En 1991, son centre devient le plus important de Cuba. La même année, Hilda Molina indique recevoir les directives du ministre de la Santé de l'époque, Julio Teja Perez , pour accueillir et soigner les étrangers payant en dollars américains. Pour Hilda Molina : « L'une des plus grandes trahisons du peuple est la discrimination alors naissante des patients cubains par rapport aux étrangers, puisque les meilleurs centres de santé étaient destinés aux patients d'autres nationalités ». Auparavant, le centre ne traitait que des patients cubains,. Toutefois le gouvernement communiste affirme que la couverture santé universelle est devenue une priorité nationale et que des progrès ont été réalisés dans les régions rurales. Comme le reste de l'économie cubaine, le secteur médical connaît de nombreuses pénuries depuis la fin des subventions soviétiques en 1991, suivies par le renforcement de l'embargo américain en 1992. Ainsi en 2011, le Bureau des actifs étrangers du département américain du Trésor avait gelé 4,2 millions de dollars destinés à Cuba par le Fonds mondial de lutte contre le sida, la tuberculose et le paludisme.

#### Formation médicale et médecins

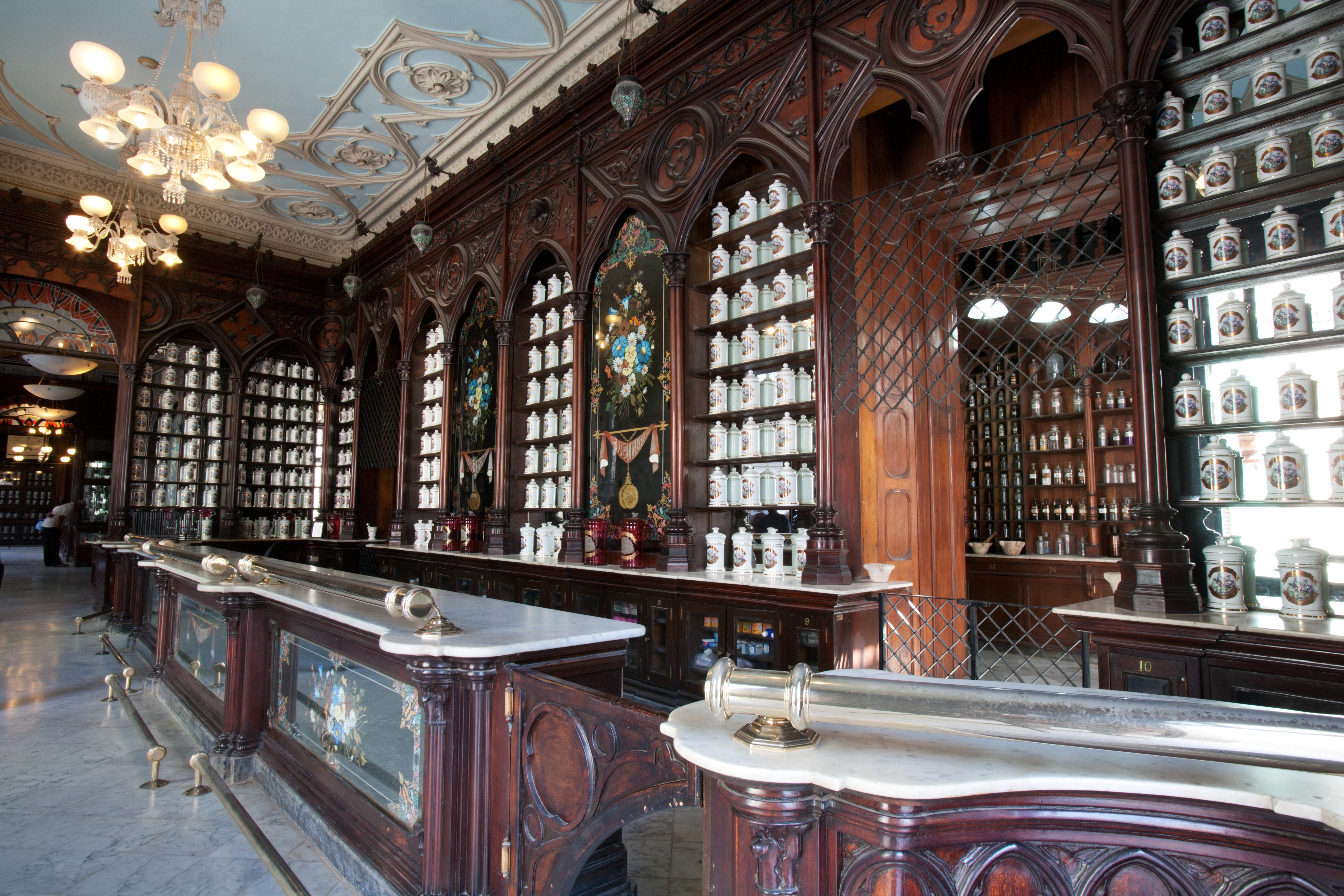
Pharmacie à La Havane.

Les difficultés rencontrées par Cuba sont en particulier des médecins peu payés (entre 25 et 40 dollars par mois, ce qui est légèrement supérieur à la moyenne nationale, si bien que, d'après certains Cubains, soit les médecins sont de mauvaise qualité soit ils reçoivent des dessous-de-table,), d'établissements en mauvais état, du manque d'équipement et l'absence chronique des médicaments de base,. Néanmoins, Cuba a le taux de médecins par habitant le plus élevé au monde et a envoyé des centaines de docteurs dans plus de quarante pays. Ainsi, les autorités cubaines estiment qu'il y a 40 000 médecins et personnels de santé cubains qui travaillent à l'étranger. Cette pratique rapporte 6 milliards de dollars par an à l'État, soit trois fois plus que le tourisme. C'est pourquoi, en 2013, Raul Castro envisage de faire payer certains pays, comme la Bolivie, le Pérou ou l'Éthiopie, qui bénéficiaient jusqu'ici de médecins cubains gratuitement. En échange de l'envoi de personnel médical au Venezuela, Cuba a aussi obtenu des prix réduits sur le pétrole qu'il importe. De plus, de nombreux étrangers viennent se faire soigner à Cuba où les soins sont 60 à 80 % moins chers qu'aux États-Unis. Ainsi, cent Québécois sont allés se faire soigner à Cuba en 2008. Cependant, le journal britannique The Economist note en 2008 que le pays est « encore une fois au bord de la faillite » et qu'en particulier le secteur médical est entré dans un déclin prononcé.
En théorie, chaque bloc de maisons se voit désigner un médecin généraliste qui assure les vaccinations des enfants et les contrôles des femmes enceintes. Le médecin peut prescrire des médicaments qui peuvent en théorie être obtenus quasi-gratuitement dans les pharmacies publiques (qui sont les seules autorisées). Or d'après Al Jazeera de nombreux médicaments de base comme l'aspirine ne sont pas disponibles dans les pharmacies[source insuffisante] mais peuvent être facilement achetés au marché noir. De plus, de nombreux patients apportent de l'argent ou des cadeaux à leur médecin pour espérer obtenir un rendez-vous[source insuffisante]. Ainsi le système est décrit comme gratuit mais lent et inefficace. En plus du secteur public, un secteur médical privé est disponible pour les étrangers et les Cubains qui en ont les moyens. Ainsi, d'après The Economist, les deux meilleurs hôpitaux de La Havane, Cira García et CIMEX, sont privés et bien meilleurs que les hôpitaux publics où les patients doivent apporter leurs propres draps et leur nourriture.
Cuba forme aussi des médecins. Ainsi, en 1999, le gouvernement a créé l'École latino-américaine de médecine (Elam), considéré par l'ONU comme l'école de médecine la plus avancée au monde, qui a accueilli depuis sa création plus de 30 000 étudiants venus de 70 pays. Cette formation, initialement fournie gratuitement, demande depuis 2012 une contribution de certains pays bénéficiaires. L'école entretient des projets de formation dans 67 pays, où sont inscrits plus de 26 000 étudiants. Cuba envoie de plus de l'aide humanitaire comme après le tremblement de terre du 8 octobre 2005 qui a ébranlé le Pakistan où 73 pour cent des victimes, soit 1 700 000 patients, furent soignés par les 2 600 travailleurs de la santé cubains qui participèrent aux secours internationaux. Ils travaillèrent dans les trente hôpitaux de terrain complètement équipés et mis à disposition par Cuba. La mission Henry Reeve resta ainsi au Pakistan durant sept mois et Cuba accorda également 1 000 bourses à des jeunes pakistanais afin de leur permettre de venir étudier la médecine à Cuba.

#### Réputation, récompense et comparaison avec d'autres systèmes de santé
Les médias cubains mettent fréquemment en avant la différence entre les enfants cubains et ceux de Bogota, Los Angeles, Buenos Aires, les « pueblos jóvenes » du Pérou, ou les favelas du Brésil[réf. nécessaire]. Tous les enfants cubains ont le droit d'acheter un litre de lait par jour à un prix abordable jusqu'à l'âge de 7 ans[réf. nécessaire]. En 2011 l'ONG « Save the Children » (organisation internationale américaine qui lutte pour les droits des enfants) a publié une étude mesurant la qualité des soins pour les enfants dans 161 pays. Il en ressort que Cuba est la première nation latino-américaine, en 8e position mondiale, devant l'Allemagne (10e), la France (12e), le Royaume-Uni (14e) et les États-Unis (15e)[réf. nécessaire].
En 1998 Fidel Castro a reçu la Médaille d'or de la Santé pour Tous de l'Organisation mondiale de la santé.
D'après, Joycelyn Elders, ancienne Surgeon General des États-Unis : « le système de santé cubain est plus efficace que celui des États-Unis. ». Un article publié en 2010 par des professeurs de l'École de médecine de l'université Stanford dans la revue Science affirme que « malgré l'impact des restrictions sur l'approvisionnement en médicaments et matériel médical, les résultats sanitaires de Cuba sont comparables à ceux des pays développés »,.
Selon l'Organisation mondiale de la santé, le système de santé cubain a valeur d’exemple pour tous les pays du monde. Selon les déclarations faites en juillet 2014 par Margaret Chan, sa directrice générale, « Cuba est le seul pays qui dispose d’un système de santé étroitement lié à la recherche et au développement en cycle fermé. C’est la voie à suivre, car la santé humaine ne peut s’améliorer que grâce à l’innovation »,,. Selon elle, le monde doit suivre l’exemple de l’île dans ce domaine et remplacer le modèle curatif, inefficace et plus coûteux, par un système basé sur la prévention, « Nous souhaitons ardemment que tous les habitants de la planète puissent avoir accès à des services médicaux de qualité, comme à Cuba ».
En 2015, Cuba devient le premier pays au monde à éliminer la transmission du sida de la mère à l'enfant.
Cependant, la journaliste cubaine Yoani Sánchez indique que le système de santé cubain est un ballon de baudruche prêt à éclater à la lumière de la réalité. Ce dispositif de santé date des années 1970-1980, quand l'Union soviétique utilisait Cuba comme vitrine de la réussite communiste. Après la disparition du grand frère communiste le système s'est écroulé. Il reste des grandes infrastructures mais elles sont dépourvues de moyens financiers suffisant pour fonctionner correctement. Par exemple si un hôpital peut offrir à ses patients un appareil de tomodensitométrie, ces derniers doivent apporter les médicaments, les produits pour nettoyer les toilettes et leur nourriture.
Alors que la pandémie de Covid-19  se développe rapidement dans l'île avec la diffusion du variant Delta, le président Miguel Díaz-Canel annonce, en août 2021, la défaillance du système de santé cubain : « La situation actuelle de l’épidémie a surpassé les capacités du système de santé, mettant en tension le travail de tout son personnel ».

## Population

### Démographie

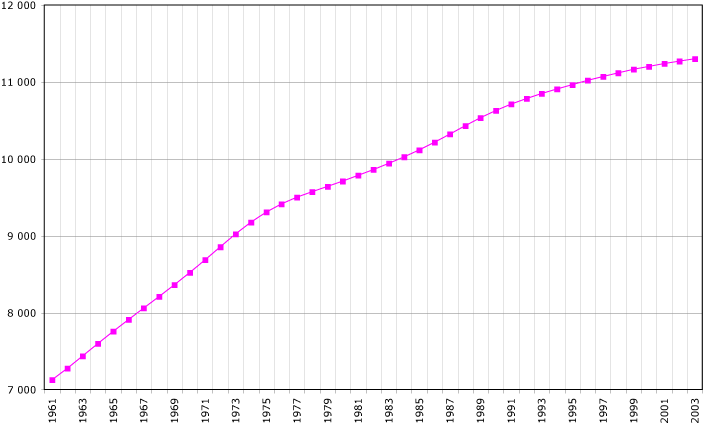
Évolution de la démographie entre 1961 et 2003 (chiffre de la FAO, 2005). Population en milliers d'habitants.

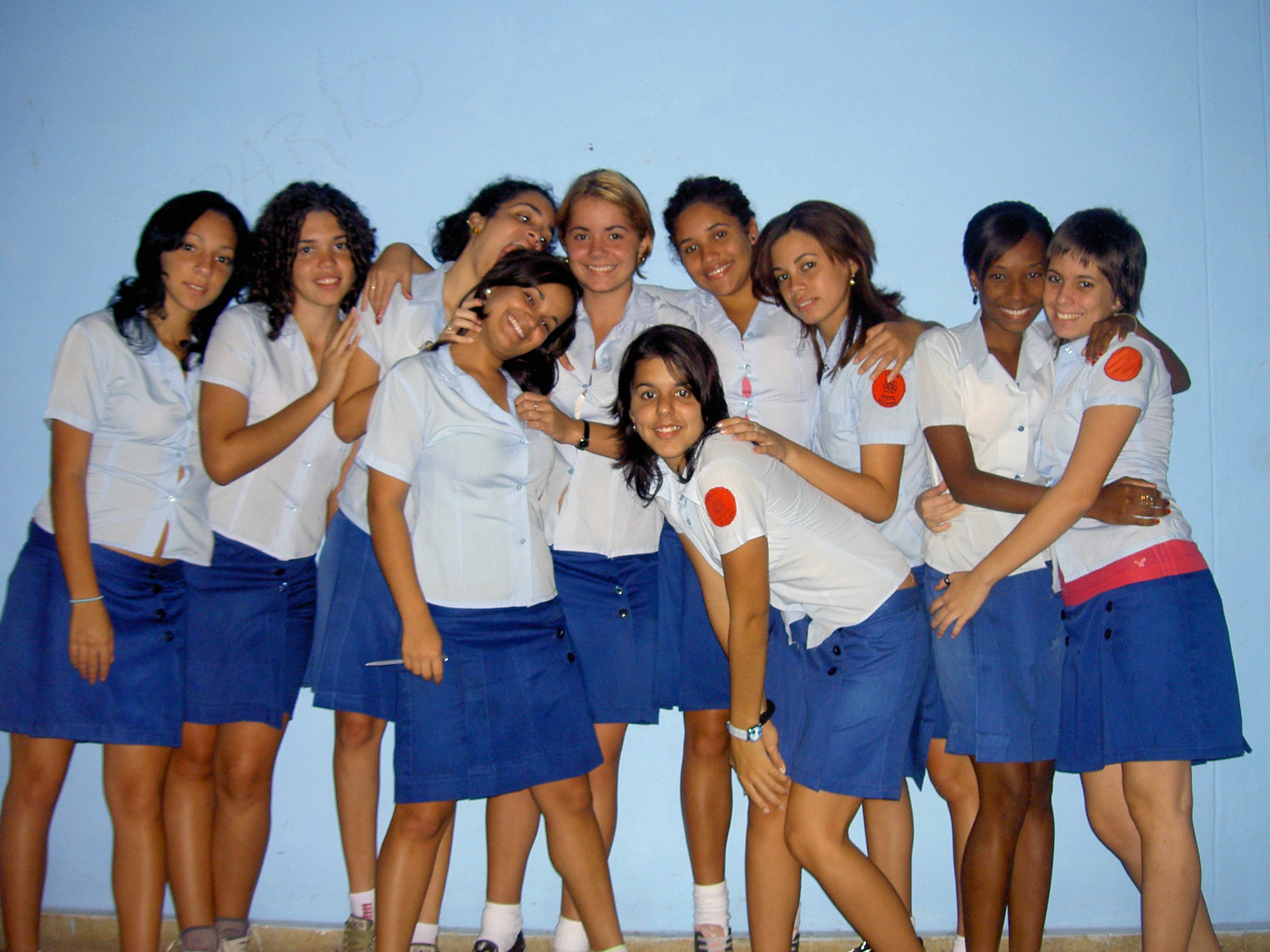
Étudiantes cubaines

Principaux indicateurs démographiques (2004) :
- Taux de natalité : 11 pour mille habitants
- Taux de mortalité : 7 pour mille habitants
- Taux de mortalité infantile : 6 pour mille[171]
- Espérance de vie des hommes : 75 ans
- Espérance de vie des femmes : 79 ans
- Taux d'alphabétisation des femmes : 99,7 %[172]
- Taux d'alphabétisation des hommes : 99,7 %[172]
- Indice de développement humain (2021) : 0,764 (83e place mondiale)[2]

#### La mortalité
La mortalité a fortement diminué entre 1950 et 2010.
Le taux de mortalité infantile est passé de 80,6 pour mille naissances vivantes en 1950-1955 à 5,3 en 2010.
L'espérance de vie s'est améliorée entre 1950 et 2012. En 2012, elle est de 80 ans à la naissance. Cuba dépasse les États-Unis qui sont à 78 ans.
| Années    | Natalité | Mortalité | Espérance de vie moyenne |
| --------- | -------- | --------- | ------------------------ |
| 1950–1955 | 29,7 ‰   | 11,1 ‰    | 59,5 ans                 |
| 1960–1965 | 35,1 ‰   | 8,8 ‰     | 64,5 ans                 |
| 1970–1975 | 26,7 ‰   | 6,5 ‰     | 71 ans                   |
| 1980–1985 | 16,2 ‰   | 6,4 ‰     | 73,9 ans                 |
| 1990–1995 | 14,9 ‰   | 6,8 ‰     | 75,3 ans                 |
| 2000–2005 | 11,7 ‰   | 7,2 ‰     | 78 ans                   |

### Émigration

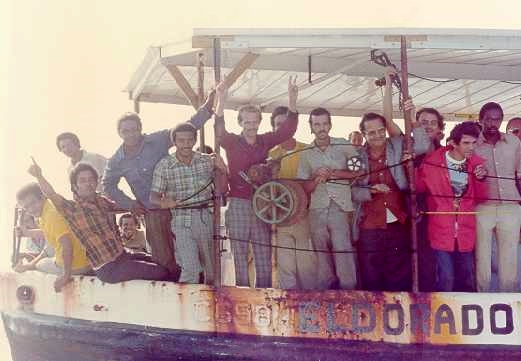
Un des 1700 bateaux de réfugiés arrivé en Floride lors de l'exode de Mariel en 1980.

L'émigration cubaine est essentiellement en direction des États-Unis (voir Cubano-Américains). Elle a connu un premier pic dans la décennie suivant la révolution castriste : entre 1959 et 1964, 144 700 personnes émigrent légalement vers les États-Unis, puis 244 700 entre 1965 et 1974. Kennedy fit adopter une disposition en 1963 qui donnait le statut de réfugié à toute personne cubaine en provenance directe de l'île. La loi d'Ajustement cubain, adoptée par le président Johnson le 2 novembre 1966, établit un statut spécial et exclusif : tout étranger né à Cuba ou au bénéfice de la nationalité cubaine pourra bénéficier du statut de résident permanent. Pour le gouvernement cubain, ces deux dispositions ne font que favoriser l'immigration clandestine, ceci dans un contexte où les États-Unis n'accordent que très peu de visas aux Cubains.
L'exil des Cubains se calme à la fin des années 1970, avant de repartir à la hausse en 1980. Cette année, 94 000 Cubains émigrent officiellement aux États-Unis, et dans les faits, près de 125 000 vers la Floride lors de l'exode de Mariel ; parmi eux, de nombreux prisonniers de droit commun sont expulsés par le régime. L'émigration cubaine est plus faible dans les années 1980 et repart à partir de 1990 ; entre 1990 et 1995, 142 000 Cubains sont partis de Cuba, la plupart vers les États-Unis ; entre 1994 et 2000, ce nombre s’est élevé à 210 000 personnes.
Aujourd'hui[Quand ?], on estime qu'entre 1,7 million et 2 millions de Cubains, soit entre 11 et 15 % de la population du pays, vivent à l'extérieur de l'île. Selon Ricardo Alarcón, actuel président de l'Assemblée nationale cubaine, le nombre de Cubains ayant quitté l'île, non pas depuis 1959 mais depuis le début de l'histoire de l'émigration cubaine vers les États-Unis, dépasserait depuis 2004 le million de personnes. Toujours est-il que, selon Sylvia Pedreza, professeur de sociologie à l'université du Michigan, les chiffres de l'US Census montrent que l'émigration légale entre 1959 et 2000 représente 828 577 Cubains ayant quitté leur pays pour les États-Unis.

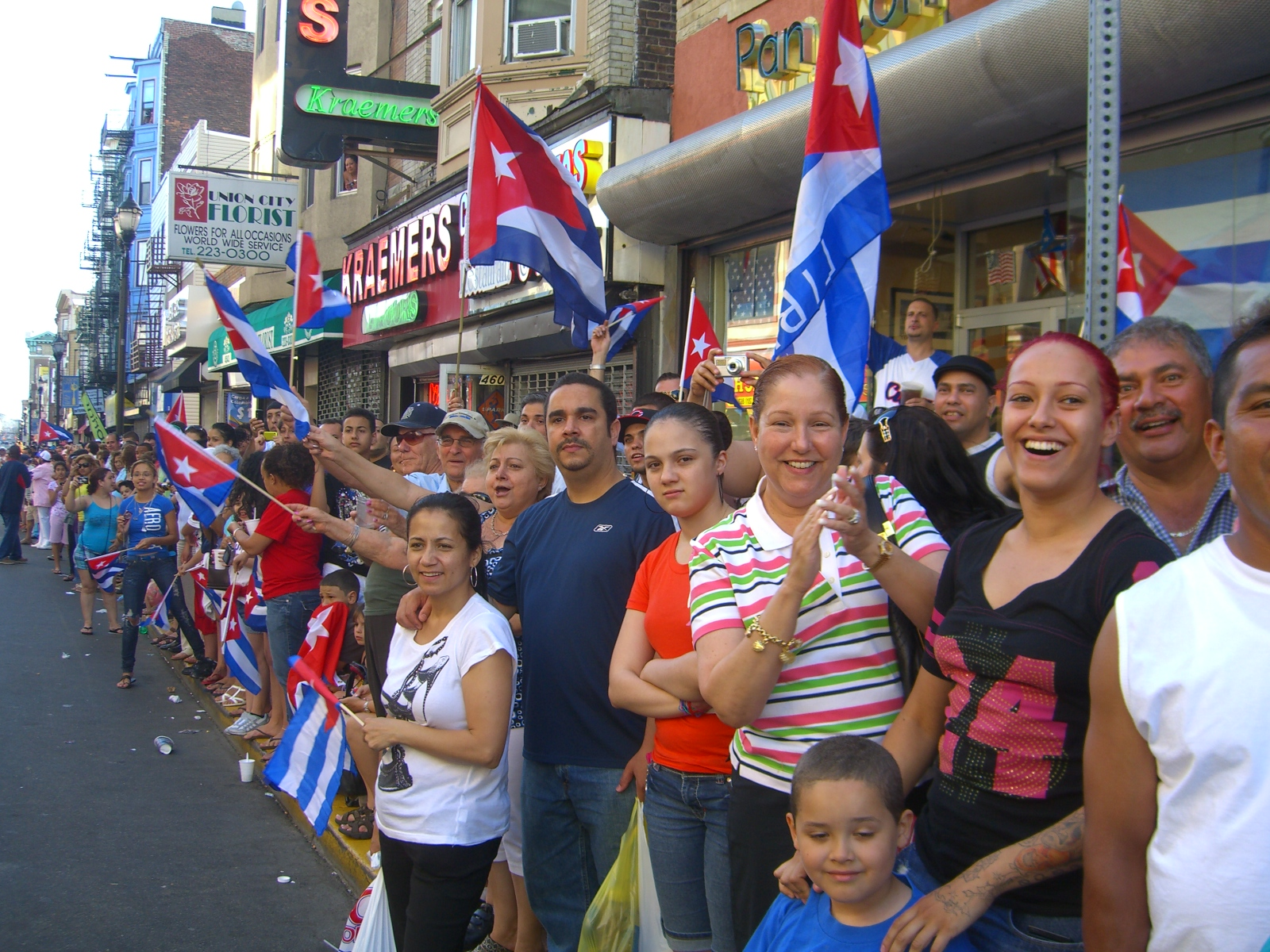
New Jersey, 2010

La communauté cubaine de l'agglomération de Miami compte environ 650 000 personnes en 2006 (y compris celles nées aux États-Unis). Le comté de Miami-Dade est le principal foyer d'exilés cubains dans le monde. En valeur absolue, l'émigration cubaine vers les États-Unis est la deuxième ou la troisième du continent américain derrière le Mexique et le Canada mais la onzième en valeur relative, devant le Mexique en 1998 (taux d'émigration de 1,58 pour mille habitants pour Cuba contre 1,37 pour mille habitants pour le Mexique), mais derrière lui sur la période 1991-1996.
En 2016, le flot d'émigration clandestine se maintient. Selon un reportage de Times Magazine, certains Cubains n'hésitent pas à accomplir un périple difficile de plus de 10 000 km consistant en un vol avion jusqu'au Guyana, puis la traversée clandestine de plusieurs frontières pour passer par le Brésil, le Pérou, l'Équateur et tous les pays de la côte pacifique afin d'atteindre la frontière des États-Unis via le Mexique.
En 2022, l'émigration illégale vers les États-Unis atteint un record de 330 000 personnes selon les autorités américaines.

### Religion

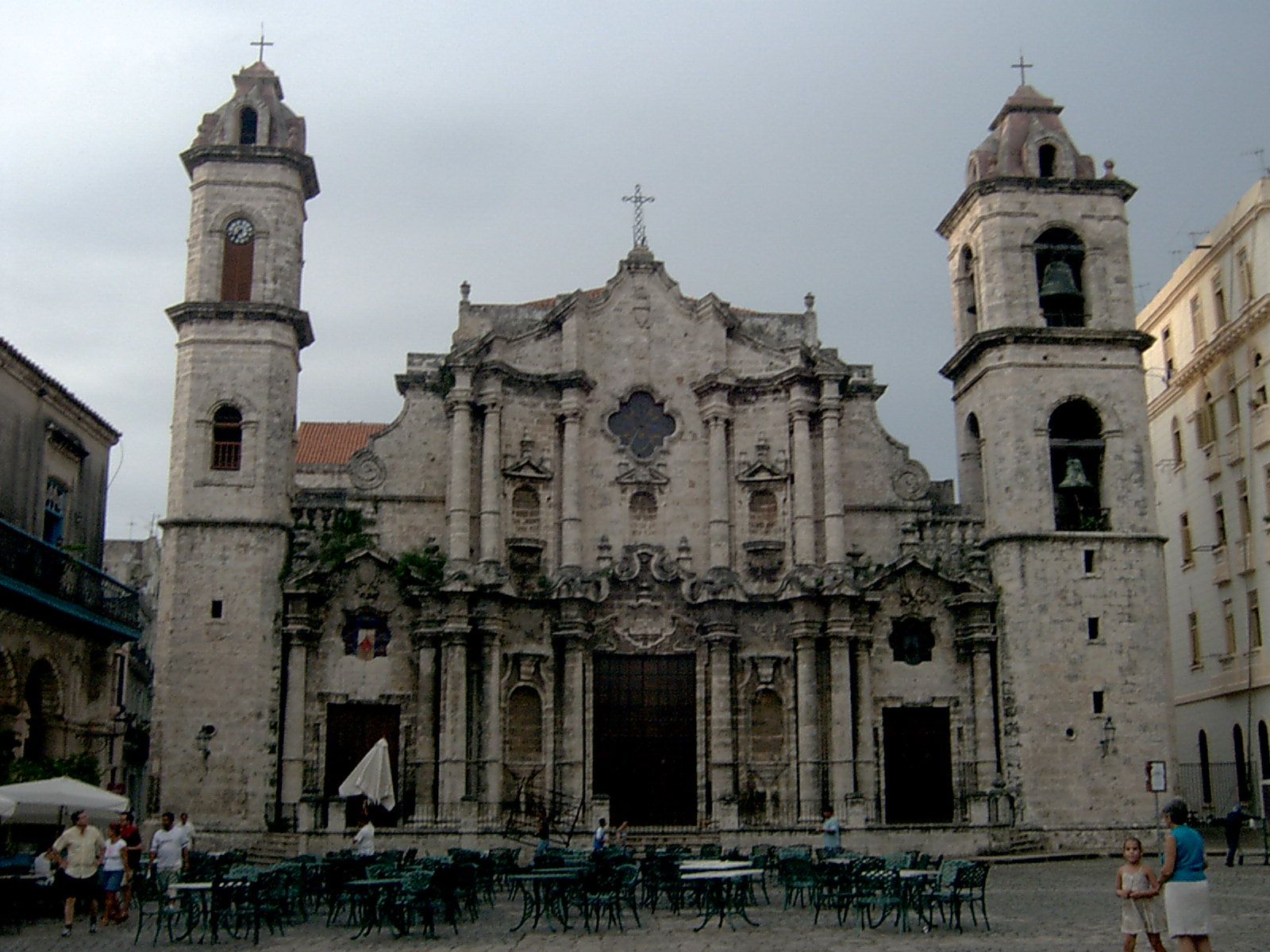
Cathédrale San Cristobal à La Havane.

La religion reflète la diversité culturelle de l'île. D'après certains chercheurs, 85 % des Cubains croient en quelque chose, alors qu'ils ne sont que 15 % à pratiquer régulièrement une religion.
Après la révolution de 1959, Cuba est devenu un état officiellement athée et a limité la pratique religieuse. Le régime expulsa ou incarcéra plusieurs centaines d'ecclésiastiques. Le nouveau gouvernement persécuta les pratiquants de la Santeria et les tint à l'écart du Parti communiste.
Fidel Castro a déclaré en 1977 que « le processus révolutionnaire nécessaire en Amérique latine exigeait l'union entre marxistes et chrétiens ». Il s'est lui-même impliqué pour permettre l'adhésion des croyants au parti communiste cubain. L'article 8 de la Constitution cubaine dispose que « l'État reconnaît, respecte et garantit la liberté religieuse ».
Depuis les années 1990, les religions connaissent un regain de vitalité dans l'île. La crise provoquée par l'effondrement du bloc soviétique poussa de nombreux pauvres à se tourner vers la charité des églises. En 1992, Fidel Castro renonça officiellement à l'athéisme d'État. De 1969 à 1998, le gouvernement avait supprimé Noël des jours fériés. En janvier 1998, le pape Jean-Paul II a effectué une visite historique sur l'île, invité par le gouvernement cubain et l'Église catholique. Le régime a assoupli ses positions contre la religion puisqu'il est désormais possible pour les catholiques de devenir membres du PCC et de montrer publiquement des symboles religieux. Cependant, un Bureau des Affaires religieuses, qui dépend du PCC, surveille toujours les activités des Églises qui doivent obtenir la reconnaissance des autorités.
Cuba est traditionnellement un pays catholique. Le catholicisme cubain est parfois empreint de syncrétisme. Une croyance syncrétique commune est la Santeria, qui est originaire de Cuba. Soixante-pour-cents de la population a reçu le baptême mais seuls 1,5 % sont des catholiques pratiquants. L'Église catholique romaine est composée de la conférence des évêques catholiques cubains (COCC), menée par Jaime Ortega, cardinal et archevêque de La Havane. Elle est formée de onze diocèses, 56 ordres de nonnes et 24 ordres de prêtres.
Selon une étude du Centre de Recherches Psychologiques et Sociologiques, Cuba compterait un demi million de protestants sur une population totale de 11,2 millions de personnes. On recenserait par ailleurs 90 000 Témoins de Jéhovah, et cinq synagogues pour environ 1 500 Juifs. Plusieurs centaines de milliers de Cubains pratiquent des cultes afro-cubains, qui connaissent un succès important. Parmi les rituels venus d'Afrique, la Santeria est la plus répandue. Parmi les autres cultes africains pratiqués à Cuba figure le Palo Monte, pour lequel on utilise des herbes et autres éléments naturels à des fins magiques, ainsi que l'Abakuá, qui est plus qu'une société secrète de secours mutuel réservée aux hommes.
Il existe également une communauté musulmane sur l'île. Le premier groupe de convertis à l'Islam se nommait "la douzaine" car on pouvait les compter sur le bout des doigts. Ils ont commencé leur conversion dans les années 1990 et l'île compterait aujourd'hui près de 10 000 musulmans cubains,,.

### Société cubaine

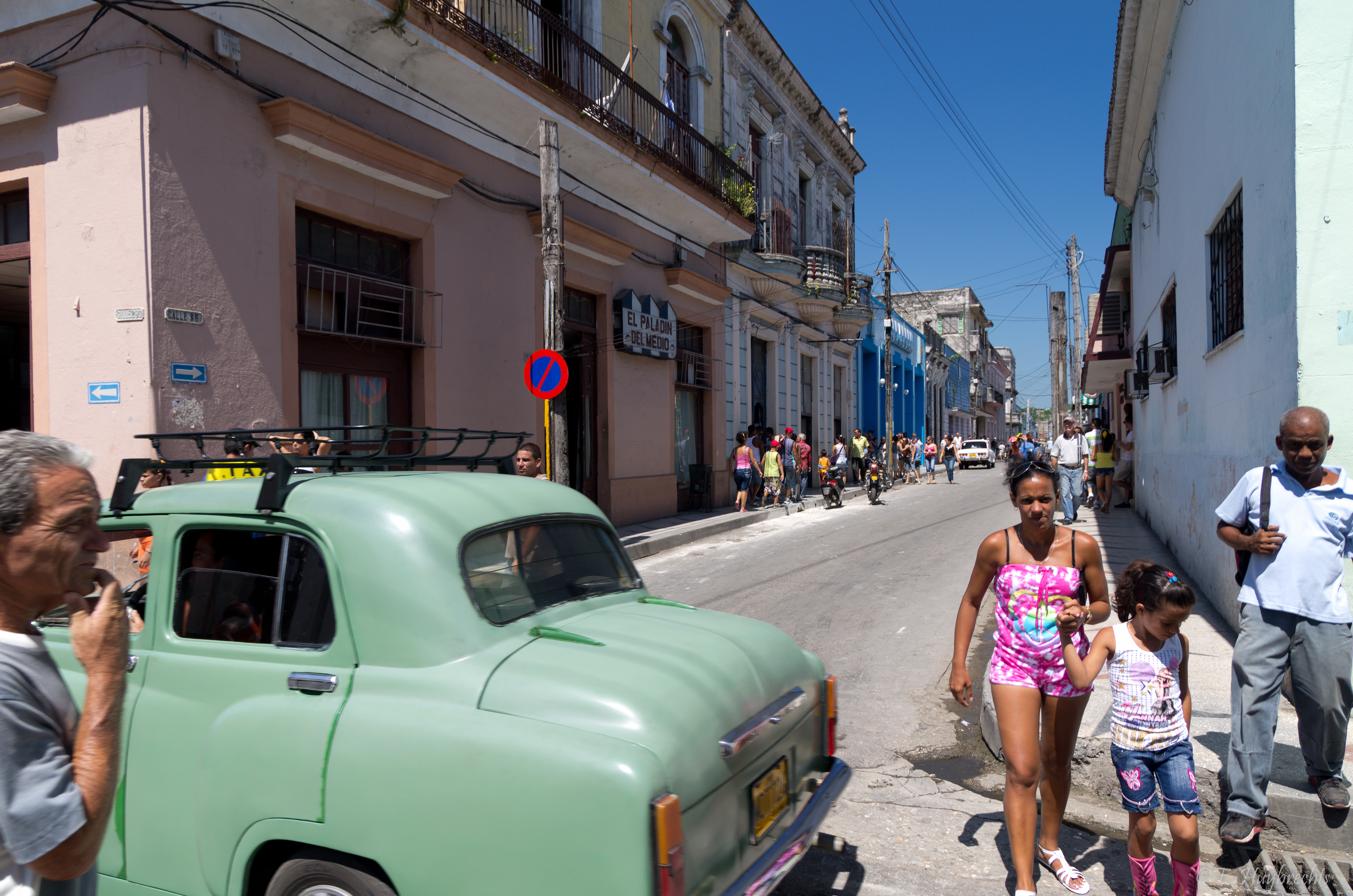
Matanzas

D’après le recensement de 2002, 65 % des Cubains sont blancs, 10 % sont noirs et 25 % métis. Ces statistiques sont toutefois établies à partir des déclarations des personnes elles-mêmes et la proportion réelle de noirs et de métis est vraisemblablement plus élevée. Les préjugés raciaux peuvent pousser vers « l'auto-discrimination » et inciter une partie des métis à se déclarer blancs et une partie des noirs à se déclarer métis.
En 2019, environ 50 000 descendants d'immigrants arabes vivent à Cuba dont des réfugiés fuyant les guerres en Syrie et au Yémen.
La société cubaine contemporaine est peu raciste : « il n’y pas de haine du Noir, du Blanc ou du métis. Ni les préjugés raciaux, ni la discrimination raciale ni le racisme ne dominent le climat social », souligne Esteban Morales, chercheur au Centre d'études des États-Unis. Le brassage ethnique et socioculturel y est parmi les plus élevés du continent américain et il n'existe pas de « ghettos ethniques » comparables à ceux des États-Unis et de certains autres pays américains.
Les préjugés ont une origine ancienne. Entre la colonisation espagnole de l'Amérique et l’abolition de l'esclavage, plus de trois siècles ont ancré la logique coloniale et la suprématie raciale dans les esprits. Cuba ne sera que l’avant-dernier pays du continent à interdire l’esclavage, en 1886. Jusqu’à la révolution cubaine de 1959, l’île pratiquait une ségrégation comparable à celle des États du sud des États-Unis. Les noirs étaient notamment privés d’accès à de nombreux lieux publics, dont la plupart des plages et des restaurants, étaient soumis à des discriminations dans l'accès à l'éducation et à des salaires généralement plus faibles. La presque totalité de la bourgeoisie cubaine était composée de blancs.
Le 22 mars 1959, Fidel Castro qualifie le racisme de « tare sociale à éliminer ». Par l’approbation d’une politique et de lois égalitaires, le racisme institutionnel prend fin. Malgré l’absence de politiques spécifiquement antiracistes, la condition sociale des noirs s'améliore sensiblement. Les discriminations salariales et dans l'accès aux études sont désormais interdites.
Cependant, dans les années 1990, l'apparition des entreprises privées favorisent l'extension des inégalités. Dans le secteur touristique, certains chefs d'entreprises estiment que les visiteurs étrangers préfèrent être servis par du personnel blanc et excluent de ce fait les personnes de couleur de leurs équipes. Si dans le secteur étatique, les postes de direction sont à peine plus nombreux dans la population blanche que noire ou métisse, une forte asymétrie est constatée dans le secteur privé. Selon les recherches réalisées en 2000 par Eduardo San Marful et Sonia Catasus du Centre d’études démographiques (CEDEM) de l’université de La Havane en 2000, les dirigeants noirs représentent 5,1 % et les métis 19,5 %, tandis que 75,4 % sont blancs. Ces inégalités sont notamment dues aux remesas (argent que les émigrés envoient à leur famille), 83,5 % des exilés étant blancs.
Seuls 19 % des parlementaires et cinq membres du Bureau politique sur 24 sont noirs. Les Afro-cubains sont victimes de racisme dans la capitale, en dépit des efforts du pouvoir pour l’éviter. Une enquête de la BBC de 2009 conclut qu'à Cuba « les Noirs occupent des places de travail inférieures, habitent dans les pires logements et sont majorité dans les prisons et minorité dans les universités » et le Comité pour l'élimination raciale de l’ONU s'est préoccupé du fait que 80-90 % des prisonniers cubains sont des afro-descendants. En 2010, le dissident noir Orlando Zapata meurt d'une grève de la faim, protestant contre ses conditions d'incarcération ; le dissident Manuel Cuesta Morúa estime qu'« on s’était acharné contre lui [Zapata Tamayo] parce qu’il était noir »[réf. souhaitée].
La crise que connaît Cuba depuis les années 1990 a entraîné une augmentation des inégalités sociales. La population la plus pauvre a recours au recyclage et au système D car le salaire ne suffit plus. Le marché noir, lié au rationnement de la nourriture, la prostitution et la criminalité sont des phénomènes qui se développent dans l'île. Le système repose en outre sur une relative corruption, cependant moins élevée que dans la plupart des autres pays américains.
Le Parlement cubain est paritaire (faisant de Cuba le troisième pays au monde à la plus forte proportion de femmes élues au Parlement) mais l'instance suprême du pouvoir, le Bureau politique du Parti communiste, ne compte que quatre femmes sur 17 membres depuis son congrès de 2016. En 2017, le salaire moyen mensuel est de 800 à 1200 pesos, selon les corps de métiers.

### Légalité des mœurs et pratiques sexuelles

#### Homosexualité
La condition des homosexuels à Cuba pourrait sembler meilleure que dans le reste de l'Amérique latine : l'homosexualité y est dépénalisée depuis 1979, et en 1998, un programme national à la télévision cubaine a inauguré une série de débats sur l'homosexualité afin de faire changer les mentalités, mais Nicolas Balutet estime que ce discours de tolérance à l'égard de l'homosexualité n'est que de façade et relève, en fait, d'un vaste programme de propagande révélé dans le film Fraise et Chocolat, de Tomás Gutiérrez Alea (1993), film produit par l'État Cubain pour améliorer les conditions des homosexuels en témoignant sur les répressions qu'ils ont subies lors de la révolution cubaine.
Selon Marcel Hatch, militant communiste et des droits des homosexuels, avant la révolution de 1959, « la vie des lesbiennes et des gays était marquée par un isolement extrême et une répression inscrite dans la loi et renforcée par le dogme catholique ». Il décrit le milieu clandestin des homosexuels de l'époque comme « un bouillon de prostitution pour le tourisme des États-Unis ».
Il soutient que la révolution lança un processus pour l'amélioration de leur condition en proclamant l'égalité des sexes, mais que « le machisme latin, la bigoterie catholique et l’homophobie stalinienne » empêchèrent un véritable progrès dans ce sens. D'après José Luis Llovio-Menéndez, Fidel Castro a prononcé à cette époque des discours homophobes, assimilant l'homosexualité à une « décadence bourgeoise » et dénonça les « maricones » (« pédés ») comme des « agents de l'impérialisme »[réf. à confirmer]. Le journal Lunes de Revolución fut interdit, ses écrivains gays publiquement dénoncés et renvoyés. Le dramaturge Virgilio Piñera a été arrêté pour délit d'homosexualité en 1961 durant la nuit des trois P (pour « proxénètes, prostituées, pédérastes ») ; son œuvre fut censurée par le pouvoir,.
Pendant 18 mois, entre 1965 et 1967, des centaines d'homosexuels hommes et femmes (dont Reinaldo Arenas), et de travestis dispensés du port des armes (tout comme les objecteurs de conscience et les analphabètes), furent envoyés dans des unités militaires d'aide à la production (UMAP) à la place du service en caserne. Pour les auteurs de Le Livre noir du communisme, il s'agissait de camps de concentration où ils devaient être « rééduqués » : les prisonniers vivaient des conditions très difficiles, ils étaient astreints au travail forcé, étaient mal nourris et subissaient des mauvais traitements. Selon un témoignage recueilli par Ernesto Cardenal, ce serait Fidel Castro lui-même qui a décidé de la fermeture des camps en 1967, après s'être rendu compte, lors d'une visite à l'improviste, des excès qui y étaient commis. Les homosexuels auraient été ensuite interdits dans l'éducation et dans la représentation artistique de Cuba à l'étranger. Des purges homophobes auraient été organisées, notamment à l'université de La Havane (toujours selon les auteurs du « livre noir du communisme »), ce que conteste fermement Fidel Castro pour qui la Révolution et l'éducation sont venues à bout des préjugés contre les homosexuels.
Mariela Castro, nièce de Fidel Castro et militante LGBT, donne une autre version des UMAP : « Ce n'était pas des camps, c'étaient des unités militaires d'appui à la production qui s'étaient créés, comme une sorte de service militaire pour faciliter l'obtention d'une qualification aux fils d'ouvriers et de paysans qui à la sortie leur permettrait l'accès à un travail mieux rémunéré. Cela était l’idée qui avait été proposée au nouveau ministère des Forces armées Révolutionnaires. C’était une période avec beaucoup de confusions, une nation révolutionnaire était en train de se créer en même temps que des attaques de terrorisme d'État dont le peuple cubain était l'objet : c'était très difficile. Ce fut une des initiatives et dans certaines de ces unités se trouvaient des gens qui humiliaient les homosexuels, qui considéraient qu'il fallait les faire travailler pour qu'ils deviennent des « hommes ». Il fallait les « transformer », ça c'était l'idée de l’époque, et elle était ancrée dans le monde entier. Même les psychiatres pratiquaient des thérapies pour les faire devenir hétérosexuels ». Elle ajoute cependant que l'enfermement dans ces camps fut une « violation des droits de ces personnes ».
Selon Vincent Bloch, « L'édification de l'homme nouveau » - rêvé par Che Guevara - est le prétexte idéologique du régime tout au long des années 1960 : « Au nom d’une moralité confuse et incertaine, les hippies, les homosexuels, les témoins de Jéhovah, les artistes idéologiquement « diversionnistes », sont envoyés dans des camps de concentration, appelés Unités militaires d’aide à la production (UMAP). En compagnie des hommes « non fiables » âgés de 18 à 27 ans, que le gouvernement juge imprudent d’initier au maniement des armes dans le cadre du Service militaire obligatoire (SMO), ils constituent la catégorie de citoyens dont la conduite est « impropre » ».
Depuis la fin des années 1970, la situation de l'homosexualité a beaucoup évolué à Cuba. La sodomie a été dépénalisée en 1989, et les dernières références homophobes ont été supprimées de la loi cubaine en 1997. Cependant, le journal Tétu écrivait encore en 2006 : « Harcèlement policier permanent, interdiction des lieux de rencontre, internement pour les séropositifs, la dictature castriste impose toujours sa loi [aux homosexuels] ». Depuis 1986, la « Commission Nationale sur l’Éducation Sexuelle » présente un programme d'éducation sur l’homosexualité et la bisexualité.
- Mariage reconnu
- Autre type d’engagement reconnu
- Mariage à l’étranger reconnu
- Reconnaissance limitée du mariage homosexuel
- Reconnaissance limitée du mariage conclu à l’étranger (droit de séjour)
- Pas de reconnaissance des couples homosexuels

- Lois restreignant la liberté d’expression et d’association
- Peine théorique non appliquée en pratique
- Peine d’emprisonnement
- Peine de mort théorique et personnes non poursuivies
- Peine de mort

En 1992, Vilma Espín, femme de Raúl Castro, a dénoncé publiquement la répression et les discriminations qui ont longtemps visé les homosexuels. Ce combat a été repris par sa fille Mariela Castro, actuellement[C'est-à-dire ?] présidente du Centre national d'éducation sexuelle. La même année, Fidel Castro précise : « Pour ma part, je ne souffre pas de cette sorte de phobie contre les homosexuels. Je n'ai jamais été en faveur ni n'ai fait la promotion ni soutenu de politique contre les homosexuels. C'est un ressentiment qui correspond, je dirais, à une époque issue du machisme. […] Nous avons vraiment évolué et on peut le constater surtout chez les jeunes, mais on ne peut pas dire que la discrimination sexuelle ait totalement disparu et nous ne devons pas faire semblant qu'elle n'existe plus ». Dans cet entretien, il reconnaît l'importance qu'a prise l'homophobie à Cuba, tout en l'expliquant et en la condamnant.
Signe de cette évolution significative, Cuba fit partie des 66 pays de l'ONU à signer une déclaration en faveur de la dépénalisation universelle de l'homosexualité, en décembre 2008.
En septembre 2022, l'adoption d'un nouveau Code de la famille légalise le mariage homosexuel, l'adoption homoparentale et la gestation pour autrui non lucrative. L'approbation par référendum par deux tiers des votants témoigne de l'évolution de la mentalité cubaine.

#### Transidentité
La première opération de changement de sexe à Cuba a été faite en 1988, ce qui avait heurté la population et scandalisé l’Église catholique cubaine. Après une interruption de 20 ans et sur l'impulsion de Mariela Castro, une résolution a approuvé, en 2008, la réalisation d’opérations gratuites de changement de sexe. Mariela Castro Espín a participé dans l'île à une parade contre l'homophobie et elle milite pour les droits LGBT (lesbiennes, gays, bisexuels et personnes trans).
Depuis cette résolution, au moins 28 opérations de changement de sexe ont été pratiquées gratuitement dans l'île.
Un colloque international sur la transidentité intitulé « Trans-identités, genre et culture » s'est tenu à La Havane les 9, 10 et 11 juin 2010. Il a été organisé par deux associations cubaines, La Société cubaine multidisciplinaire d’étude de la sexualité, Le Centre national d’éducation sexuelle (Cenesex), et deux associations françaises : le Centre psycho-médical social (CPMS) de l’Élan retrouvé à Paris et une association scientifique, le TRIP (travaux de recherches sur l’inconscient et les pulsions).

#### Autres pratiques sexuelles
L'État cubain interdit un certain nombre d'autres pratiques sexuelles comme l'inceste, la polygamie et la pédophilie (loi pénale no 62 du 29 décembre 1987).
Il interdit par ailleurs toute contrainte sexuelle et toute expression publique à caractère sexuel de toute nature (loi organique 10/1995 du 23 novembre 1995).

### Sport
En 1961 est créé l’Institut national du sport, de l’éducation physique et des loisirs, afin d'encourager la pratique sportive, y compris pour les handicapés. « Le sport est un droit du peuple », lance Fidel Castro dans une formule restée célèbre, et représente « un intérêt primordial pour la nation ». Réservées avant 1959 à une élite issue des classes aisées, l’éducation physique et les disciplines sportives s’ouvrent désormais à toutes les catégories de la population, dont les pauvres, les Noirs et les femmes. Les rencontres sportives sont gratuitement accessibles pour les spectateurs en 1967.
Le sport professionnel, considéré comme un moyen « d’enrichir juste quelques-uns aux dépens du plus grand nombre » est interdit à Cuba depuis 1962. Les sportifs se voient appliquer un statut d’amateurs, auxquels l’État garantit un emploi en dehors des périodes d’entraînement et de concours. La mesure eut pour effet de provoquer la défection de nombreux sportifs renommés cubains, intéressés par les salaires proposés par les pays occidentaux aux sportifs professionnels. Ces défections n'affectent cependant pas significativement le sport cubain : la démocratisation de la pratique sportive permet à l'ile de compter sur de nombreux talents.
Cuba obtient cependant des résultats croissants dans le domaine sportif : alors que l'île n'avait obtenu aucune médaille d'or olympique entre 1906 et 1968, elle en remporte 31 entre 1972 et 1992. Proportionnellement à sa population, Cuba est le pays qui compte le plus de distinctions olympiques par habitant (220 médailles au total, bien que les Cubains aient boycotté les JO de Los Angeles, en 1984, et ceux de Séoul en 1988).
Le baseball est considéré à Cuba comme le sport national. L'équipe nationale cubaine a obtenu dix-huit couronnes mondiales entre 1961 et 2005 et trois médailles d’or aux Jeux olympiques.

## Culture
Cuba est réputé notamment pour :

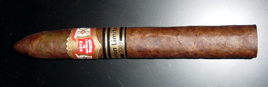
Cigare cubain.

- ses cigares, notamment les Habanos et les Cohiba, cigares cubains de renommée mondiale ;
- son rhum, notamment le Havana Club, détenu par l'État cubain qui l'exploite conjointement avec le groupe Pernod Ricard[227]. Le rhum est une eau-de-vie obtenue par fermentation et distillation du jus de la canne à sucre ;
- sa musique cubaine a produit un grand nombre de genres musicaux dont le mambo et le cha-cha-cha, le son dont Buena Vista Social Club a permis la redécouverte, le boléro. Aujourd'hui, elle s'exprime avant tout par la timba (proche de la salsa) et le reggaeton. Elle s'inspire aussi de la rumba congolaise, pour cause, la forte communauté originaire d'Afrique centrale (ex-Zaïre) depuis l'esclavage. Des chansons comme Guantanamera, Hasta siempre, Quizás, quizás, quizás sont mondialement célèbres.

Genres par ordre chronologique : Conga | Punto guajiro | Guaracha | Tumba francesa | Contradanza | Rumba | Habanera | Trova | Changüí | Danzón | Boléro | Son | Guajira | Mambo | Jazz afro-cubain | Filin | Cha-cha-cha | Pachanga | Nueva trova | Songo | Timba

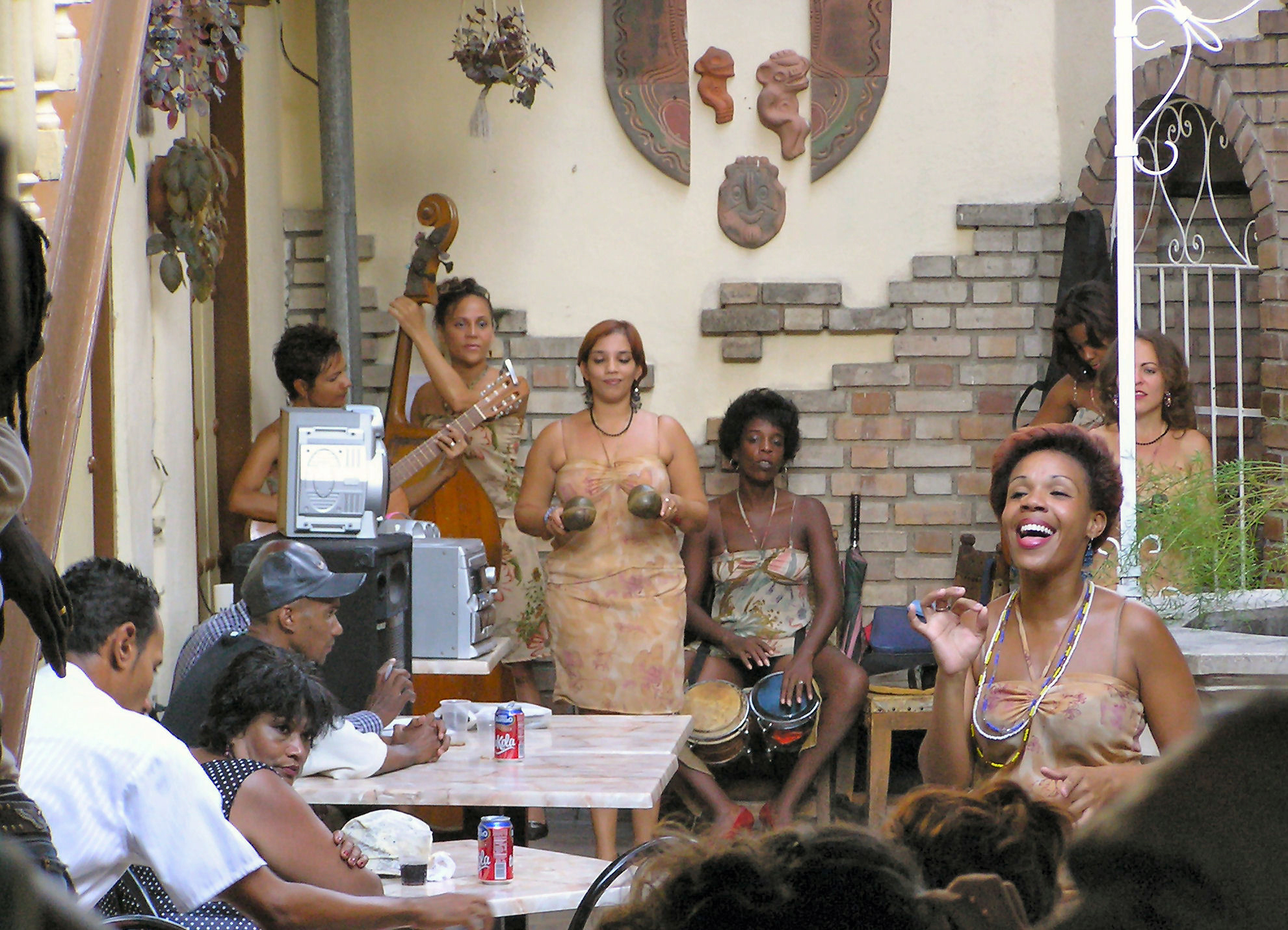
Santiago de Cuba.

- les vieilles voitures américaines (classées dans le patrimoine cubain, c.-à-d. qu'on ne peut les acheter et les faire sortir de l'île).
- le révolutionnaire argentin Ernesto Guevara dit le « Che », aux côtés duquel Fidel Castro mena la révolution cubaine.
- la santeria, religion syncrétique d'origine africaine, très présente dans la société cubaine. Selon l'historienne et anthropologue María I. Faguaga, la majorité de la population tient compte des prophéties publiées chaque année dans la Lettre de l'année publiée par les babalaos, les prêtres de la santería[228].
- le carnaval Santiano de Cuba.
- les Cubains sont peu équipés en matériel informatique (3,3 ordinateurs pour 100 habitants, c'est-à-dire l'un des taux les plus faibles du monde)[229].

En avril 2018, Miguel Díaz-Canel promulgue le décret 349 qui oblige les artistes à solliciter l’autorisation préalable du ministère de la Culture avant de se produire dans les espaces publics ou privés. Le décret 349 prévoit aussi l'interdiction de vendre des livres dont la teneur est « préjudiciable à l'éthique et aux valeurs culturelles » de Cuba. Des artistes s'organisent pour contester cette loi, notamment autour du Mouvement San Isidro,,.

### Média
Après la prise de pouvoir de Fidel Castro, le nombre de titres de presse se réduit considérablement ; en 1965 : il ne reste plus que deux journaux, tous deux dépendants du Parti communiste : Granma et Juventud Rebelde (en).
Avant la Révolution cubaine, la capitale possédait 135 salles de cinéma dont la plupart ont été fermées. Il en reste une vingtaine aujourd'hui.

#### Libertés de la presse et des médias
En 2016, le pays est classé 171e sur 180 par Reporters sans frontières pour le peu de liberté qui y est laissé à la presse (l'organisation déclarant par ailleurs que Cuba est « le pire pays d'Amérique latine en matière de liberté de la presse », avec des arrestations abusives, des menaces, des campagnes de dénigrement, des confiscations de matériel, des fermetures de site web ou encore un arsenal de lois restrictives), mais l'objectivité de cette organisation est contestée par certains comme Rony Brauman. Cependant, d'autres organisations font le même constat que RSF : en 2008, Cuba est ainsi le second pays au monde avec le plus de journalistes emprisonnés selon le Comité pour la protection des journalistes (basé à New York, États-Unis), qui fait du pays le quatrième pire pays pour le traitement des blogueurs. Guillermo Fariñas a fait une grève de la faim de quatre mois contre la censure d'Internet. Amnesty International écrit pour sa part que tous les médias sont aux mains du pouvoir et que cela rend impossible toute expression d'une voix dissidente ; l'ONG des droits de l'homme y est par ailleurs interdite depuis 1990.
Capter les chaînes étrangères de télévision resterait interdit par le gouvernement,. La publicité est toujours interdite à Cuba. La vente des ordinateurs aux particuliers était très limitée jusqu'en mai 2008, et les cybercafés qui affichaient des tarifs prohibitifs sont maintenant à des tarifs raisonnables. En effet, Cuba n’a pas pu se connecter aux câbles américains passant à quelques dizaines de kilomètres au large de la Havane à cause de l’embargo impliquant des surcoûts prohibitifs de connexion internet par satellite. Un câble de fibre optique reliant Cuba au Venezuela sera opérationnel courant 2011, multipliant la capacité de connexion de l'île par 3 000. Selon RSF, les connexions ne permettent pas d'accéder aux sites étrangers tandis que l'accès à internet serait soumis à autorisation,. Ainsi, Freedom House, une ONG américaine, classe Cuba comme pays dernier pour sa liberté d'expression sur internet, en dessous de l'Iran ou de la Chine. L'ONG écrit ainsi : « Le seul accès à Internet disponible pour la plupart des Cubains passe par les courriels, mais ceux-ci sont tous analysés par l'État ». Salim Lamrani conteste les accusations portées contre Cuba sur la censure d'Internet, affirmant que, selon les rapports de Reporters sans frontières, des blogueurs opposés au gouvernement publient régulièrement des articles depuis Cuba, et que ces articles sont lus par beaucoup de Cubains, ce qui serait selon lui impossible s'ils n'avaient réellement pas accès à Internet.
Cuba détient le taux d'accès à internet le plus bas d'Amérique latine (17 internautes pour mille habitants contre 630 aux États-Unis et 430 en France). Toutefois, le gouvernement explique cette déficience par des raisons pratiques et énergétiques découlant de l'embargo (contraignant Cuba à se connecter par satellite, ce qui multiplie les coûts) plutôt que par des choix politiques. Seulement 5 % des foyers pouvant naviguer sur Internet, Amnesty International déclare que naviguer sur le web dans le pays est « censuré ». Par ailleurs, il était interdit jusqu'en 2008 de posséder un ordinateur personnel ou un lecteur DVD. En 2014, dans le cadre de l'allègement de l’embargo, le gouvernement américain lève partiellement l'interdiction faite à Google de proposer ses programmes à Cuba.
Cuba a développé sa propre encyclopédie en ligne, EcuRed, dont le but est de présenter le point de vue du décolonisateur. En 2013, Twitter a fermé le compte d'EcuRed ainsi que tous les comptes ayant des adresses IP liées au Joven Club de Computación y Electrónica.

### Jours fériés
| Date                 | Nom local                             | Nom français                                                                                          | Remarques                                                                  |
| -------------------- | ------------------------------------- | --- | -------------------------------------------------------------------------- |
| 1er janvier          | Día de la Liberación                  | Jour de la Libération                                                                                 |                                                                            |
| 1er mai              | Dia Internacional de los Trabajadores | Fête internationale des travailleurs                                                                  |                                                                            |
| 25, 26 et 27 juillet | Día de la Rebeldía Nacional           | Attaque de la caserne Moncada, le 26 juillet 1953                                                     |                                                                            |
| 10 octobre           | Grito de Yara                         | Le Cri de Yara, marquant le début de la Guerre des Dix Ans, première tentative d'indépendance du pays |                                                                            |
| 25 décembre          | Navidad                               | Noël                                                                                                  | Depuis 1998 (de 1969 à 1998, le gouvernement avait supprimé ce jour férié) |

## Tourisme
L'assouplissement de l'embargo des États-Unis contre Cuba en 2015 amène un regain de l'activité touristique à Cuba. Néanmoins, au-delà du charme exotique de la destination et du faible taux d'insécurité, la pauvreté, les coûts élevés, l'état des transports et des télécommunications, la qualité de la nourriture, la saturation de l'aéroport international José-Martí ou encore les relents de la propagande castriste sont critiqués.

### Livres anciens
- Cuba en 1928 : reminiscencias, documentos, informaciones, gráficos, artículos y opiniones del VII Congreso de la prensa latina, Congreso de la prensa latina (7 ; 1928 ; La Habana, Cuba), Domingo de Battemberg, 1928.